# Giang Tô
Giang Tô (江苏) là một tỉnh ven biển ở phía đông Cộng hòa Nhân dân Trung Hoa. Giản xưng của Giang Tô là "Tô" (苏, sū), tức chữ thứ hai trong tên tỉnh. Năm 2018, Giang Tô là tỉnh đông thứ năm về số dân với 80,4 triệu dân, tương đương với Thổ Nhĩ Kỳ và GDP đứng thứ hai về kinh tế Trung Quốc đạt 9,29 nghìn tỉ NDT (1,40 nghìn tỉ USD) tương đương với Úc.
Giang Tô có mật độ dân số cao nhất trong số các tỉnh của Trung Quốc, và xếp thứ 4 trong số các đơn vị cấp tỉnh, chỉ sau Thượng Hải, Bắc Kinh và Thiên Tân. Vào đầu thời Nhà Thanh, Giang Tô thuộc tỉnh Giang Nam, đến năm Khang Hi thứ 6 (1667), triều đình đã tách tỉnh Giang Nam thành Giang Tô và An Huy.
Giang Tô giáp với Sơn Đông ở phía bắc, giáp với An Huy ở phía tây, giáp với Chiết Giang và Thượng Hải ở phía nam. Giang Tô có đường bờ biển dài 1.000 kilômét (620 mi) dọc theo Hoàng Hải và một phần biển Hoa Đông, Trường Giang chảy qua và đổ ra biển ở nam bộ Giang Tô. Từ sau khi Trung Quốc tiến hành cải cách mở cửa, Giang Tô là một điểm nóng về phát triển kinh tế và hiện có GDP bình quân đầu người cao nhất trong số các tỉnh tại Trung Quốc. Tuy nhiên, có sự chênh lệch phát triển giữa vùng phía nam giàu có và vùng phía bắc còn mang tính nông thôn cao.

## Lịch sử

### Cổ đại
Thời thượng cổ, nam bộ Giang Tô nằm cách xa trung tâm của nền văn minh Hoa Hạ cổ (Thiểm Tây, Hà Nam và Sơn Tây). Khu vực Hoàng Hoài và Giang Hoài thời cổ là quê hương của người Hoài Di. Tại khu vực Tô Châu-Vô Tích-Thường Châu đã xuất hiện các nền văn hóa: Khóa Hồ Kiều (跨湖桥), Mã Gia Banh (马家浜), Tùng Trạch (松泽), Lương Chử (良渚), Mã Kiều (马桥); tại khu vực Ninh Trấn tồn tại văn hóa Hồ Thục (湖熟). Trong truyền thuyết lịch sử Trung Quốc về thủy tổ của tộc Hoa Hạ, Nghiêu là một trong Ngũ Đế, theo truyền thuyết thì Nghiêu sinh ra ở phía nam của Tam A (có quan điểm cho rằng nay là tây bắc Cao Bưu hoặc phụ cận hồ Cao Bưu ở Thiên Trường).

### Thời Chu
Thời Tây Chu, tiếp xúc giữa Giang Tô và Trung Nguyên đã gia tăng, trên địa bàn Giang Tô khi đó đã có một vài nước chư hầu như Vu (邘), Chung Ngô (钟吾), Bành (彭). Đặc biệt là tại nam bộ Giang Tô đã nổi lên một nước chư hầu cường thịnh là Ngô với đô thành đặt tại Cô Tô (姑苏, nay là Tô Châu). Nước Ngô từng được nước Tấn giúp đỡ để làm một đồng minh chống lại nước Sở, về sau Ngô vương Hạp Lư của nước Ngô đã trở thành một trong Ngũ Bá thời Xuân Thu. Dưới thời Hạp Lư, giữa Ngô và Sở đã xảy ra nhiều cuộc chiến tranh, Sở Chiêu vương bị nước Ngô liên tục uy hiếp nên đã phải dời bỏ Sính đô đi đóng đô ở đất Nhược. Nước Ngô tuy không chiếm được nước Sở nhưng đã trở nên lớn mạnh, nước Sở suy yếu, bị mất vị thế trong khu vực.

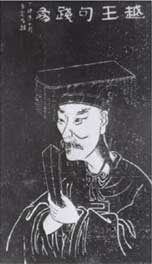
Việt Vương Câu Tiễn, người đã tiêu diệt nước Ngô và đưa nước Việt thành bá chủ trong các nước chư hầu

Nhân lúc Ngô-Sở giao chiến, năm 505 TCN, nước Việt ở phía nam đã đưa quân xâm lấn nước Ngô. Năm 496 TCN, Ngô vương Hạp Lư đã đưa quân đi đánh nước Việt để trả thù, tuy nhiên Hạp Lư đã bị trúng tên trọng thương trong trận chiến này và về đến đất Ngô thì chết, trước khi chết, ông ta đã dặn cháu trai là Phù Sai,con thế tử Ba đã mất sớm(theo truyện đông chu liệt quốc) phải báo thù. Khi Phù Sai lên nối ngôi vua nước Ngô đã tích cực luyện quân để đánh Việt. Năm 494 TCN, Phù Sai đích thân mang quân đi đánh nước Việt. Quân Ngô đã đại phá quân Việt (Việt vương Câu Tiễn chỉ huy) ở Phù Tiêu tại vùng Thái Hồ. Sau đó, Phù Sai còn đem quân Ngô đi đánh nước Tề.Việt vương Câu Tiễn vì muốn trả thù nên sau đó đã lập kế đem thóc đã hấp chín rồi phơi khô để trả nợ cho nước Ngô, Ngô vương Phù Sai thấy hạt lúa căng mẩy nên đã phát những hạt lúa này cho dân Ngô gieo trồng, năm đó nước Ngô gặp nạn đói lớn, dân chúng đều oán giận Phù Sai. Năm 484 TCN, Phù Sai lại mang quân từ biển tiến lên phía bắc đánh bại nước Tề. Đầu năm 483 TCN, Phù Sai họp chư hầu ở Hoằng Trì, muốn tranh ngôi bá chủ của nước Tấn. Trong khi hội chư hầu chưa xong thì tháng 6 năm đó, Việt Câu Tiễn mang quân đánh úp nước Ngô. Tuy nhiên, Phù Sai vẫn cố tranh ngôi bá với Tấn Định công. Cuối cùng nước Tấn yếu thế hơn, Tấn Định công phải thừa nhận Phù Sai ở hàng trên. Năm 475 TCN, Câu Tiễn tiến đánh Ngô với quy mô lớn, quân Việt bao vây đô thành nước Ngô suốt hai năm, cuối cùng nước Ngô bị nước Việt tiêu diệt. Diệt xong nước Ngô, Câu Tiễn lại đưa quân vượt Hoài Hà để hợp với các nước chư hầu tại Trung Nguyên ở Từ Châu, thiên tử nhà Chu cũng mang lễ vật đến tặng Câu Tiễn. Từ đó, quân Việt hoành hành suốt dải Giang Hoài, các nước chư hầu đều công nhận Việt là bá chủ. Sau khi diệt Ngô, nước Việt đã thiên đô đến đất Ngô (nay là Tô Châu). Sau Câu Tiễn, nước Việt dần suy yếu trước sự nổi lên của Thất hùng trong thời Chiến Quốc. Vào năm 334 TCN, nước Việt dưới thời Vô Cương (無彊) cuối cùng đã bị nước Sở đánh bại và sáp nhập. Năm 223 TCN, tướng nước Tần là Vương Tiễn sau khi diệt nước Sở đã tiến vào vùng đất Việt.

### Thời Tần
Năm 222 TCN, Tần Thủy Hoàng đã lấy đất Ngô và Việt để thành lập Cối Kê quận, lấy Ngô huyện (ngày nay là Tô Châu) làm quận lỵ. Năm 211 TCN, Tần Thủy Hoàng đã phân đất nước thành 36 quận, phân tây bộ Cối Kê quận thành Cố Chướng quận. Năm 210 TCN, Tần Thủy Hoàng đã tiến hành tuần du tại một khu vực thuộc Cối Kê (song nay thuộc Chiết Giang).
Vào cuối thời nhà Tấn, Hạng Vũ (là người Túc Thiên) và thúc phụ Hạng Lương đã dấy binh phản Tần tại Ngô Trung của Cối Kê, Hạng Lương tự xưng làm thái thú Cối Kê, Hạng Vũ làm kì tướng, chiêu hàng các huyện trong quận. Sau đó, tướng Thiệu Bình của Trần Thắng đã giả làm mệnh lệnh của chúa công để phong Hạng Lương làm Thượng trụ quốc nước Sở và giục Hạng Lương tiến đánh Tần. Hạng Lương bèn đem tám nghìn người, vượt Trường Giang đi về hướng tây. Năm 206 TCN, Hạng Vũ đã công nhập kinh đô Hàm Dương của Tần, giết chết Tần Tử Anh, tự lập làm Tây Sở Bá vương, lấy Bành Thành làm kinh đô, phân phong thiên hạ.

### Thời Hán
Vào thời Hán sơ, tại vùng Giang Chiết đã hình thành nước chư hầu Kinh (荆). Song do Hán Cao Tổ Lưu Bang gây hại đến đất Ngô nên dân Cối Kê không phục tùng hoàng quyền, triều đình đã phái một hoàng thân là Lưu Tị (刘濞) đến làm Ngô vương, thống trị trên danh nghĩa khu vực nay là phía nam Hoài Hà của Giang Tô và đại bộ phận Chiết Giang (thực tế Lưu Tị thống trị phần lớn Cối Kê quận, Đan Dương quận, Quảng Lăng quận). Tuy nhiên, Lưu Tị lòng dạ có dã tâm nên sau khi thế tử của mình bị thái tử Lưu Khải giết chết đã phát động Thất quốc chi loạn. Để có danh nghĩa khởi binh, Lưu Tỵ công bố hịch văn, giương cao khẩu hiệu diệt trừ gian thần Tiều Thố, "làm sạch chỗ cạnh vua" bố cáo cho thiên hạ biết. Tuy nhiên, ngay tại các nước mưu phản cũng có các đại thần phản đối. Tại nước Ngô, Lưu Tỵ giết hết các quan lại Nhà Hán phản đối mình từ thái thú trở xuống. Ngô vương ra lệnh tổng động viên trong nước, nói rằng mình đã 60 tuổi, người con trai út lên 16, do đó huy động đàn ông trong nước Ngô từ 16 đến 60 tuổi phải ra trận đi đánh triều đình Hán. Tổng số quân Ngô huy động được hơn 20 vạn người. Sau khi thua trận và phần lớn quân Ngô đầu hàng quân triều Hán và nước Lương, Ngô vương Tị đã bỏ chạy qua Trường Giang, đến Đan Đồ (nay là phía đông Trấn Giang), có ý giữ Đông Âu để thế thủ. Do triều đình Nhà Hán treo giải thưởng 1000 cân vàng cho ai lấy được đầu Lưu Tỵ và sai sứ giả đến Đông Âu thuyết phục giết Ngô vương, người Đông Âu đã hành thích rồi cắt thủ cấp Ngô vương đem về Trường An dâng Hán Cảnh Đế.
Sau đó, vào thời Hán, tuyệt đại bộ phận Giang Tô thuộc về hai châu: phía bắc Trường Giang thuộc Từ châu thứ sử bộ, phía nam Trường Giang thuộc Dương châu thứ sử bộ. Tại bắc bộ Giang Tô ngày nay, triều đình đã thiết lập nước Sở với 4 huyện (đô thành nay thuộc Từ Châu), nước Tứ Thủy với 2 huyện (đô thành nay là phụ cận Tứ Dương), nước rồi quận Quảng Lăng với 4 huyện (trị sở nay là phụ cận Dương Châu), Lâm Hoài quận với 18 huyện (trị sở nay thuộc phụ cận Tứ Hồng), Đông Hải quận với 13 huyện (trị sở nay thuộc Đàm Thành của Sơn Đông), Cống Du huyện của Lang Da quận (trị sở nay thuộc Chư Thành của Sơn Đông). Dương châu bao trùm nam bộ Giang Tô, phần lớn An Huy, Chiết Giang, Giang Tây và Phúc Kiến, tại nam bộ Giang Tô ngày nay có 7 huyện thuộc Cối Kê quận (trị sở tại Tô Châu ngày nay) và 5 huyện thuộc Đan Dương quận (trị sở nay thuộc Tuyên Thành của An Huy.

### Tam Quốc
Thời Tam Quốc, Từ châu khi đó bao gồm đại bộ phận phía bắc Trường Giang của Giang Tô và một phần nhỏ phía nam Sơn Đông từng thuộc về Đào Khiêm,Lưu Bị (2 lần) trước khi rơi vào Tào Ngụy còn vùng Hoài Nam và Giang Nam của Giang Tô thuộc Dương Châu của Đông Ngô. Năm 238, Tôn Quyền đã thiên đô từ Vũ Xương (Kinh Châu, Hồ Bắc) về Mạt Lăng (Dương Châu, Giang Tô) và đổi tên là Kiến Nghiệp (Nam Kinh ngày nay). Đoạn Hoài Hà chảy qua Giang Tô trở thành giới tuyến giữa Đông Ngô và Tào Ngụy. Thời Tôn Quyền là lúc Đông Ngô cường thịnh, nước này đã tiến hành di dân từ phía bắc và bình định các bộ lạc thiểu số, đặc biệt là ở hạ lưu Trường Giang. Tôn Quyền đem quân tiến về hướng Đông Nam, thúc đẩy việc mở mang khu vực này và thực hiện dung hợp dân tộc. Đông Ngô đã khai phá vùng đồng bằng Thái Hồ ở Tam Ngô (Ngô Quận, Ngô Hưng, Cối Kê) và khu vực vịnh Hàng Châu tiếp giáp với Kiến Nghiệp thuộc Đan Dương quận. Các khu vực đồn điền nông nghiệp được hình thành dưới sự giám sát của các võ quan (Điển nông Hiệu úy) tại vùng Thương Châu (nam bộ Giang Tô). Trước các cuộc tấn công mãnh liệt của quân Tấn, quân Đông Ngô tan rã và kinh đô Kiến Nghiệp đã thất thủ vào tháng 3 năm 280, Tôn Hạo đầu hàng nhà Tấn, Đông Ngô diệt vong.

### Thời Tấn và Nam-Bắc triều

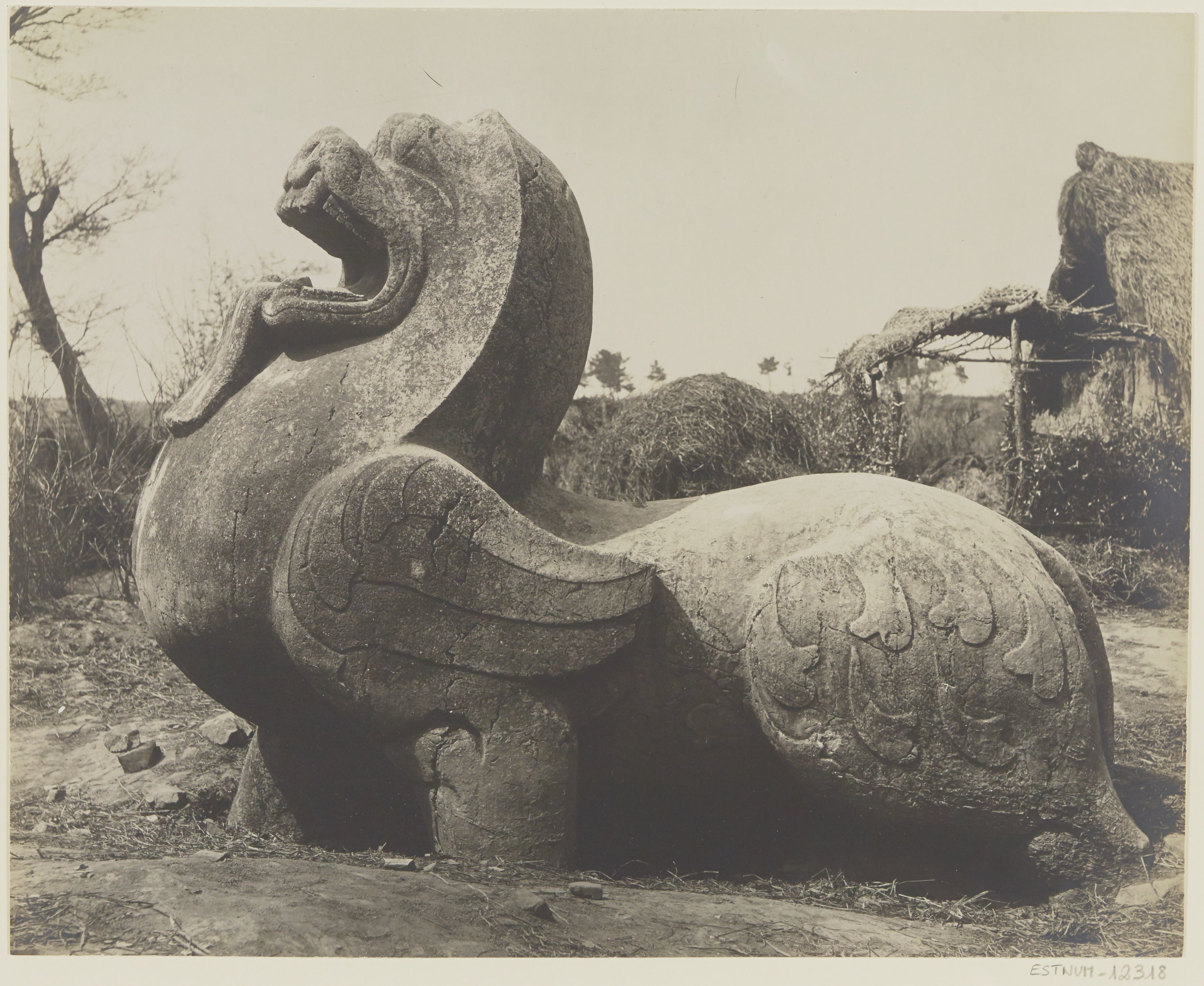
Thạch khắc tại mộ của An Khanh Thành vương Tiêu Tú (萧秀) của Nam triều Lương

Bắt đầu từ năm 304, Tây Tấn diệt vong do loạn Vĩnh Gia khi các ngoại tộc tại Trung Nguyên nổi loạn, do chiến loạn, đã có một lượng lớn nhân khẩu, bao gồm cả các sĩ tộc đã di cư từ Trung Nguyên đến đồng bằng trung hạ du Trường Giang, sử gọi là "y quan nam độ" (衣冠南渡), việc này đã có tác động sâu sắc đến diện mạo chính trị thời Đông Tấn, đồng thời cũng giúp phát triển kinh tế trung hạ du Trường Giang, khiến trung tâm kinh tế của Trung Hoa chuyển xuống phương nam. Năm 317, Vương Đạo (王導) đã phụ tá Tư Mã Duệ kiến lập triều Đông Tấn tại Kiến Khang (do nhà Tấn kiêng húy Tấn Hoài Đế Tư Mã Nghiệp nên đổi thành Kiến Khang). Từ năm 420 trở đi, bốn triều đại kế tục nhau tại phương Nam Trung Quốc là Lưu Tống, Nam Tề, Lương và Trần cũng định đô ở Kiến Khang, chấm dứt khi nhà Tùy thống nhất Trung Quốc vào năm 589. Trong thời gian này, Hoài Hà ở bắc bộ Giang Tô lại một lần nữa trở thành giới tuyến phân chia giữa Bắc và Nam, là tiền tuyến trong các cuộc chiến tranh giữa hai bên.

### Thời Tùy
Năm 589, Tùy diệt Trần, một lần nữa thống nhất Nam-Bắc. Năm 605, Tùy Dạng Đế đã giao công việc mở rộng, kéo dài Đại Vận Hà cho Vũ Văn Khải, để có thể nối liền Trác Quận (nay là Bắc Kinh) với Hàng Châu. Công việc này kéo dài trong 6 năm và đoạn kênh nằm giữa Trường Giang và Hàng Châu được đặt tên là Giang Nam Vận Hà (江南运河). Thời nhà Tùy, triều đình đã có một chính sách cậy quyền đối với các di dân Nam triều, cảnh tượng tiêu điều bao trùm lên nhiều khu vực tại Tô Nam. Về sau, do sự đấu tranh của địa chủ phương Nam, triều đình nhà Tùy đã phải áp dụng một chính sách ôn hòa hơn đối với phương nam, khiến Tô Nam và các phần khác từng nằm dưới sự thống trị của Trần xuất hiện cảnh phục hồi. Thời đại loạn Tùy mạt, quân phiệt Thẩm Pháp Hưng (沈法兴) đầu tiên đã phá hủy Dương Châu thành, và sau đó công nhập Giang Nam, chiếm được khu vực nay là Chiết Giang và nam bộ Giang Tộ, tự xưng Lương vương. Sự việc này đã khiến cho kinh tế Giang Nam chịu thiệt hại không nhỏ.

### Thời Đường

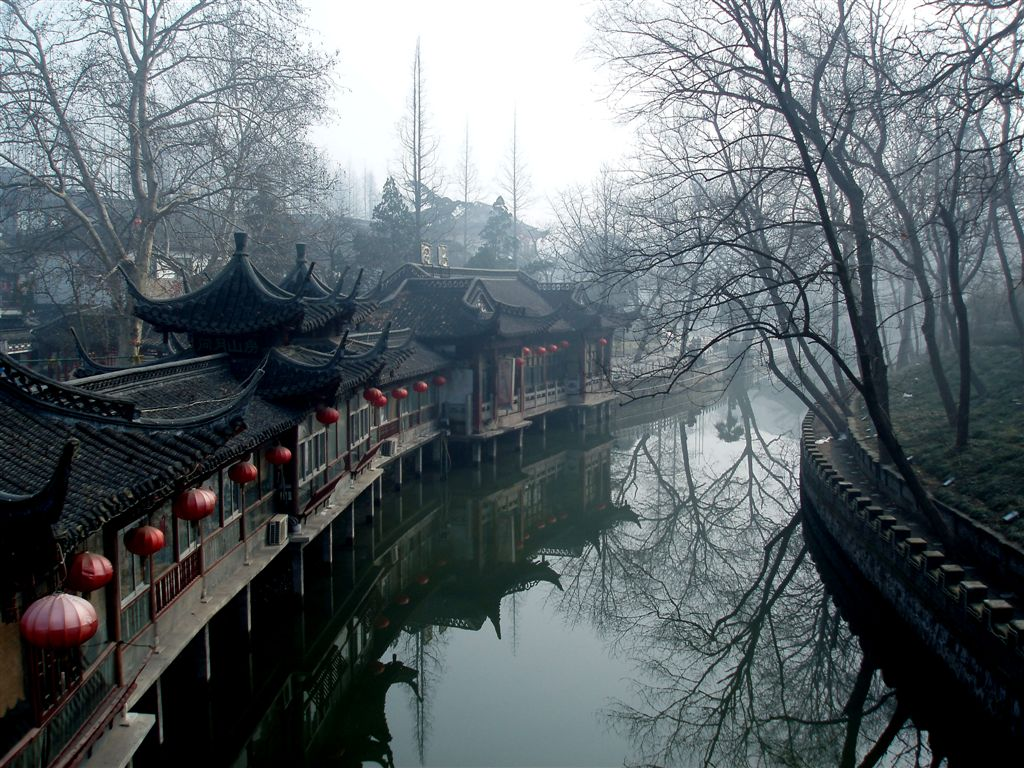
Dương Châu, một thành thị thương mại nổi lên từ thời Nhà Đường

Cùng với thời kỳ Nhà Hán, thời kỳ Nhà Đường là thời kỳ hoàng kim của Trung Quốc. Việc cung cấp lương thực của hoàng thất thời Đường dựa vào Giang Nam, triều đình quy định vào tháng 2 mỗi năm, thuyền vận lương Giang Nam sẽ tập trung tại Dương Châu, từ đó Dương Châu trở thành thành thị thương nghiệp nổi tiếng nhất Trung Quốc. Thời Đường, bộ phận phía nam Trường Giang của Giang Tô thuộc Giang Nam Đông đạo, bộ phận ở phía bắc Trường Giang và phía nam Hoài Hà thuộc Hoài Nam đạo, bộ phận ở phía bắc Hoài Hà thuộc Hà Nam đạo.
Cuối thời Nhà Đường, Trung Quốc xuất hiện tình trạng phiên trấn cát cứ nghiêm trọng, tại Giang Tô đã xuất hiện tình trạng đối đầu và xung đột trong một thời gian dài giữa Hoài Nam tiết độ sứ (trú địa Dương Châu) và Chiết Tây quan sát sứ (trú địa Trấn Giang).
Là kinh đô của Lục triều, Kiến Khang thời Tùy đã ở trong tình trạng bị phá hoại nghiêm trọng, đến thời Nhà Đường cũng không có gì khởi sắc. Đến thời cuối Nhà Đường, Kiến Khang nằm ở nơi giao giới giữa ba phiên trấn lớn là Hoài Nam, Chiết Tây và Tuyên Hấp, lại càng dễ bị phá hủy trong chiến tranh, đến tận khi Nam Đường lập quốc thì thành mới bắt đầu được khôi phục.

### Thời Ngũ Đại Thập Quốc
Vào cuối thời Nhà Đường, tướng Dương Hành Mật đã cát cứ vùng Hoài Nam, sau đó ông được phong làm Hoài Nam tiết độ sứ năm 892. Năm 902, Dương Hành Mật được Đường Chiêu Tông phong làm Ngô vương. Sau khi nhà Hậu Lương thay thế Nhà Đường, trưởng nam của Dương Hành Mật là Dương Ác đã từ chối công nhận điều này và vẫn sử dụng niên hiệu của Nhà Đường. Từ thời điểm này, nước Ngô trở thành một chính thể độc lập và tự chủ. Ban đầu, Kinh đô nước Ngô đặt tại Quảng Lăng (nay là Dương Châu) và lãnh thổ bao gồm nam bộ An Huy, nam bộ Giang Tô, đại bộ phận Giang Tây, Hồ Nam cùng đông bộ Hồ Bắc. Kinh đô sau này được chuyển tới Kim Lăng (nay là Nam Kinh).
Trong lúc đó, cực nam của Giang Tô (khu vực Tô Châu ngày nay) thuộc quyền cai quản của Tiền Lưu. Sau khi Nhà Đường diệt vong, Tiền Lưu cũng tự xưng Ngô Việt vương, lập ra nước Ngô Việt, kinh đô nước này đặt tại tại Tây Phủ (nay là Hàng Châu). Lãnh thổ Ngô Việt gần như bao gồm toàn bộ lãnh thổ nước Việt thời Xuân Thu, chứ không bao gồm đất của nước Ngô thời đó – điều này dẫn tới những lời cáo buộc của Dương Ngô rằng Ngô Việt có mưu đồ đối với lãnh thổ của họ, và tên gọi này là nguồn gốc của các căng thẳng trong nhiều năm giữa hai quốc gia. Ngô Việt cuối cùng đã sáp nhập vào Tống một cách tương đối hòa bình.
Từ Tri Cáo, tên thật Lý Biện, ban đầu là con nuôi Dương Hành Mật. Tuy nhiên đến năm 937, ông đã chính thức chiếm đoạt quyền hành của nước Ngô, cho rằng mình thuộc dòng dõi hoàng tộc Nhà Đường nên đã cải lại sang họ Lý, tự xưng Hoàng đế, lập nên nước Nam Đường. Kinh đô Nam Đường được đặt ở Kim Lăng (cũng gọi là Tây Đô), ngày nay là Nam Kinh. Nước Nam Đường nắm bắt thời cơ, diệt Ân (một chính quyền ly khai khỏi Mân) và cả Mân vào năm 945, thôn tính nước Sở năm 951. Sau khi nhà Hậu Chu thay nhà Hậu Hán, Hậu Chu Thế Tông (Sài Vinh) mang quân nam tiến, đánh cho Nam Đường đại bại. Sau hai cuộc chiến năm 956 và 958, Nam Đường bị mất phần đất Giang Bắc, chỉ co cụm về Giang Nam. Lý Cảnh phải xưng thần, làm chư hầu với Hậu Chu và từ bỏ niên hiệu riêng, dùng niên hiệu của Hậu Chu. Năm 976, Tống Thái Tổ cất quân đánh Nam Đường, bắt vua Nam Đường là Lý Dục về Biện Kinh. Nước Nam Đường diệt vong.
Trong thời Ngũ Đại Thập Quốc, đại bộ phận vùng Hoài Bắc của Giang Tô thuộc quyền cai quản của Ngũ Đại.

### Thời Tống
Dưới sự cai trị của triều đình Nhà Tống, giai tầng thương nhân giàu có cũng như kinh tế công thương nghiệp của Giang Tô có sự phát triển nhanh chóng, các thành thị chủ yếu như Tô Châu và Dương Châu đã phát triển thành các trung tâm thương nghiệp nổi bật. Dưới thời Tống, địa bàn Giang Tô ngày nay phân thuộc bốn lộ, cụ thể như sau: Giang Ninh phủ (nay là Nam Kinh) thuộc Giang Nam Đông lộ; Tô Châu, Thường Châu, Nhuận Châu thuộc Lưỡng Chiết Tây lộ; Dương Châu, Hoài An, Thái Châu, Hải Châu, Tứ Châu, Thông Châu, Chân Châu thuộc về Hoài Nam Đông lộ; Từ Châu thuộc Kinh Đông Tây lộ.
Năm 1127, nhà Kim của người Nữ Chân sau khi chinh phục Hoa Bắc đã tiến đến vùng Hoài Hà ở bắc bộ Giang Tô, Hoài Hà sau đó trở thành biên giới giữa triều Kim ở phía bắc và triều Nam Tống ở phía nam. Thời Nam Tống, Kinh Đông Tây lộ bị bãi bỏ, còn Hoài Nam Đông lộ, Giang Nam Đông lộ, Lưỡng Chiết Tây lộ vẫn tồn tại song ranh giới có sự điều chỉnh.

### Thời Nguyên
Năm 1279, người Mông Cổ chiếm lĩnh Trung Quốc. Ban đầu, triều đình Nhà Nguyên sáp nhập Lưỡng Chiết lộ và Lưỡng Hoài lộ, thiết lập Giang Hoài đẳng lộ hành trung thư tỉnh, cai quản Lưỡng Hoài (Hoài Nam Đông lộ và Hoài Nam Tây lộ), Lưỡng Chiết (Lưỡng Chiết Tây lộ và Lưỡng Chiết Đông lộ), tỉnh hội đặt tại thủ phủ của Hoài Nam Đông lộ trước đây là Dương Châu. Đến năm Chí Nguyên thứ 21 (1284) thời Nguyên Thế Tổ, do không thuận lợi về mặt địa lý và dân sự, triều đình Nhà Nguyên đã chuyển tỉnh hội đến Hàng Châu. Đến năm Chí Nguyên thứ 22 (1285), triều Nguyên cắt Giang Bắc để nhập vào Hà Nam Giang Bắc đẳng xứ hành trung thư tỉnh, phần đất trước đây thuộc Lưỡng Chiết lộ thì thành lập Giang Chiết đẳng xứ hành trung thư tỉnh.

### Thời Minh

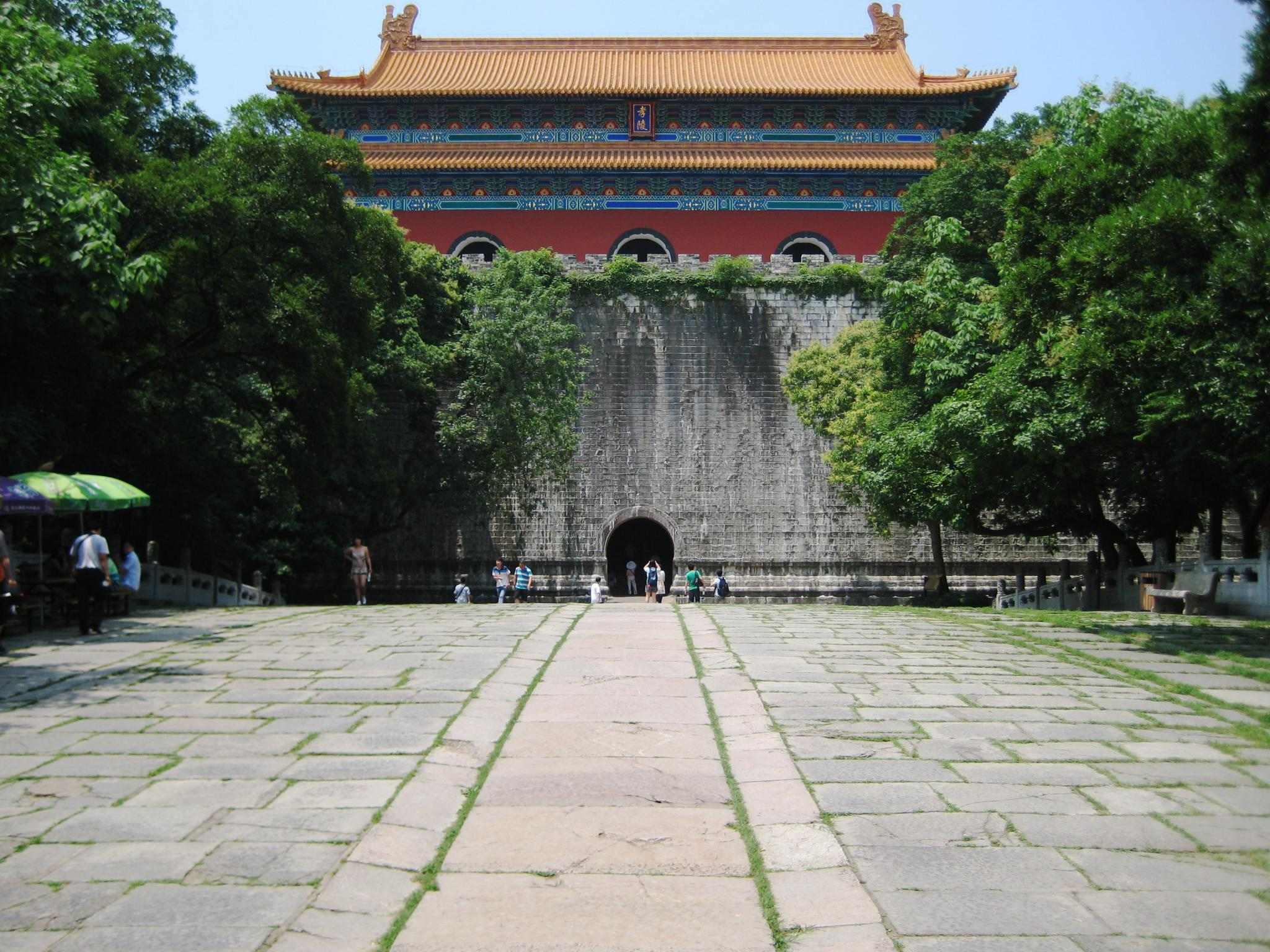
Minh Hiếu lăng, lăng tẩm của Chu Nguyên Chương, một trong những lăng vua thời cổ lớn nhất thế giới

Năm 1368, Chu Nguyên Chương đã lập nên Nhà Minh, ban đầu triều đình này định đô ở Nam Kinh. Triều đình Minh sau đó đã đưa các phủ và trực lệ châu tại khu vực thuộc hai tỉnh An Huy và Giang Tô ngày nay nằm dưới quyền cai trị trực tiếp của trung ương, gọi là "Trực Lệ". Năm Vĩnh Lạc thứ 19 (1421), Minh Thái Tông Chu Lệ sau khi thiên đô đến Bắc Kinh đã cải "Trực Lệ" thành "Nam Trực Lệ". Khi đó, khu vực thuộc tỉnh Giang Tô ngày nay tồn tại 7 phủ, trong đó có 5 phủ ở Giang Nam là: Ứng Thiên phủ (Nam Kinh), Tô Châu phủ, Tùng Giang phủ, Thường Châu phủ và Trấn Giang phủ, ở Giang Bắc có 2 phủ là Dương Châu phủ và Hoài An phủ.
Thời Minh, kinh tế và văn hóa của Giang Tô phát triển ở thời đỉnh cao: Nam Kinh cũng có được vị thế "kinh thành" bên cạnh Bắc Kinh; Tô Châu và Tùng Giang dựa trên ngành dệt phát triển vẫn tiếp tục nắm giữ vị thế là trung tâm kinh tế của toàn Trung Quốc, trở thành khu vực có trình độ công nghiệp hóa và đô thị hóa cao nhất trong số các địa phương, các thành thị lớn nhỏ xuất hiện ở nhiều nơi, giá đất ở mức cao, tiền thuế nộp cho triều đình đứng hàng đầu cả nước.
Cũng vào thời Minh, trình độ phát triển văn hóa của Giang Tô cũng đứng hàng đầu tại Trung Quốc. Trong một thời gian dài, Giang Tô là nơi sản sinh một tỷ lệ lớn trạng nguyên trong các kỳ thi khoa cử. Đối với toàn Trung Quốc, các phong cách văn hóa và quan điểm thẩm mỹ tại Giang Tô có ảnh hưởng sâu rộng. Dương Châu và Hoài An nằm trên tuyến Đại Vân Hà nối kinh thành và Hàng Châu (tuyến vận chuyển lương thực từ phương Nam lên kinh thành) và là điểm khống chế mậu dịch muối ăn, nằm trong số các thành thị phồn hoa nhất ở phía bắc Trường Giang tại Trung Quốc khi đó.

### Thời Thanh

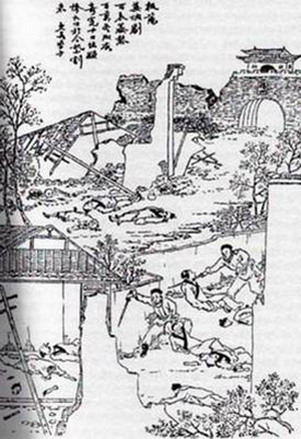
Ảnh mô tả sự kiện Dương Châu thập nhật, cuộc đại thảm sát dân chúng trong thành Dương Châu do quân Thanh tiến hành vào năm 1645

Sau khi kinh đô Bắc Kinh bị Lý Tự Thành chiếm được vào năm 1644. Một số hoàng tộc và quan lại Nhà Minh đã tìm cách di cư lánh nạn về phía nam Trung Quốc và tập hợp lực lượng còn lại xung quanh Nam Kinh, kinh đô thứ hai của Nhà Minh, lập nên nhà Nam Minh. Đến năm Thuận Trị thứ 2 (1645), quân Thanh do Đa Đạc lãnh đạo đã đưa quân xuống phía nam, Sử Khả Pháp đã chỉ huy quân tứ trấn của Nam Minh chống lại và thắng được một số trận. Tuy nhiên, lúc này triều đình Nam Minh lại lục đục, tướng Tả Lương Ngọc đã đưa quân từ Vũ Xương tiến đánh Nam Kinh, Mã Sĩ Anh sợ hãi nên đã gọi quân tứ trấn phải từ Giang Bắc trở về đối phó. Sử Khả Pháp hiểu rõ rằng quân Thanh đã áp sát, không nên dời Dương Châu, song bất đắc dĩ vẫn quyết định vượt Trường Giang ứng cứu. Khi hay tin Tả Lương Ngọc đã bị đánh thua, ông lại vượt Trường Giang, song lúc này quân Thanh đã áp sát Dương Châu. Sử Khả Pháp ban hịch kêu gọi mọi người đem binh về cứu thành Dương Châu song không ai hưởng ứng. Đa Đạc sau đó dã ra lệnh bao vây và tiến đánh Dương Châu suốt ngày đêm, quân và dân trong thành kiên quyết chống lại. Cuối cùng, Đa Đạc lệnh cho bắn pháo vào thành, tường thành dẫn sụp đổ rồi vỡ, quân Thanh xông vào thành Dương Châu. Đa Đạc thấy quân Thanh bị thương vong quá lớn khi công thành nên đã quyết định làm cỏ toàn bộ dân trong thành, cuộc đại tàn sát kéo dài trong suốt mười ngày, sử gọi là Dương Châu thập nhật (揚州十日).
Sau khi Dương Châu thất thủ, quân Thanh đã tiến đến Nam Kinh, chính quyền Hoàng Quang Đế bị tiêu diệt. Sau đó, quân Thanh bắt toàn thể dân chúng Giang Nam phải theo phong tục Mãn Thanh như phải cạo tóc ở phía trước đầu và để bím tóc ở phía sau, ai trái lệnh sẽ bị chém, khiến nhân dân Giang Nam bất bình. Quân dân Gia Định đã chống lại quân Thanh trong ba tháng, bị quân Thanh tàn sát ba lần với hơn 20.000 người chết, sử gọi là Gia đình tam đồ (嘉定三屠).
Triều Thanh cũng đổi "Nam Trực Lệ" thành Giang Nam tỉnh. Đến năm Khang Hy thứ 6 (1667), triều Thanh lại chia Giang Nam thành hai tỉnh Giang Tô và An Huy. Khi đó, tuần phủ nha môn của Giang Tô trú tại Tô Châu và bao gồm các phủ Giang Ninh, Tô Châu, Hoài An, Dương Châu, Từ Châu, Thông Châu, Trấn Giang, Trùng Giang (nay là Thượng Hải), đại thể tương tự như tỉnh Giang Tô hiện nay. Ngoài ra, triều Thanh cũng quy định tiết chết Lưỡng Giang tổng đốc trú tại Nam Kinh và phạm vi bao gồm ba tỉnh Giang Tô, An Huy và Giang Tây. Từ năm 1780 trở về trước, An Huy bố chính sứ trường kì trú tại Nam Kinh, đến năm 1780 thì mới chuyển đến tỉnh hội An Khánh. Tại Nam Kinh, thiết lập chức Giang Ninh bố chính sứ, Giang Tô bố chính sứ trú tại Tô Châu và quản lý vùng Tô Nam, Giang Tô học chính trú tại Giang Âm.
Lưỡng Hoài diêm vận sứ trú tại Dương Châu, phụ trách quản lý diêm trường Lưỡng Hoài, một diêm trường trọng yếu của đất nước. Phạm vi tiêu thụ theo quy định bao gồm 4 tỉnh trung du Trường Giang là Hồ Nam, Hồ Bắc, Giang Tây và An Huy, cùng với nam bộ Hà Nam, Giang Ninh phủ và các phủ ở phía bắc Trường Giang của Giang Tô. Bốn phủ ở nam bộ Giang Tô là Tô Châu, Tùng Giang, Thường Châu và Trấn Giang chịu sự quản lý về muối của Lưỡng Chiết Giang Nam diêm vận sứ ti trú tại Hàng Châu.
Thời Thanh, tại khu vực duyên hải Giang Tô dã thiết lập thêm ba trực lệ châu là: Thái Thương, Thông Châu và Hải Châu, thăng Từ Châu từ cấp trực lệ châu thành cấp phủ. Do dân số gia tăng với số lượng lớn, nhiều huyện ở nam bộ Giang Tô đã chia đôi song vẫn chung huyện thành (đến thời Dân Quốc mới bãi bỏ điều này), trong thành Tô Châu thậm chí còn có huyện nha của ba huyện là Ngô, Trường Châu và Nguyên Hòa.
Trong những năm 1840, Giang Tô bắt đầu chịu ảnh hưởng của phương Tây. Năm 1843, theo điều ước Nam Kinh, một khu vực ít được biết đến ở đông nam Giang Tô là Thượng Hải đã trở thành một thương cảng hiệp ước, về sau tại đó đã hình thành nên tô giới quốc tế và tô giới Pháp. Thượng Hải đã nhanh chóng phát triển thành một đại đô thị mậu dịch, tài chính và quốc tế hóa, đến đầu thế kỷ XX thì nơi này đã có hàng triệu cư dân. Năm 1927, Thượng Hải đã chính thức tách ra khỏi Giang Tô và trở thành một viện hạ thị độc lập. Tại Trấn Giang và Tô Châu cũng lần lượt thiết lập tô giới Anh và tô giới Nhật, song với quy mô nhỏ hơn.
Cuối thời Nhà Thanh, nam bộ Giang Tô từng nằm dưới quyền kiểm soát của cuộc khởi nghĩa Thái Bình Thiên Quốc. Đến năm 1853, Thái Bình Thiên Quốc thiên đô đến Nam Kinh và đổi tên thành Thiên Kinh. Các trận chiến quyết liệt giữa Nhà Thanh và Thái Bình Thiên Quốc đã khiến Giang Tô chịu tổn thất vô cùng nặng nề, các thành thị chủ yếu như Nam Kinh, Thanh Giang Phố (nay là Hoài An), hay các khu phố phồn hoa của Tô Châu và Dương Châu, đều bị hủy diệt. Sau đó, các cư dân nói Quan thoại đã di cư đến Giang Tô, khiến cho Nam Kinh, Trấn Giang và Dương Châu không còn là vùng nói tiếng Ngô; vị thế trung tâm kinh tế Trung Quốc của Tô Châu cũng về tay Thượng Hải.

### Thời Dân Quốc

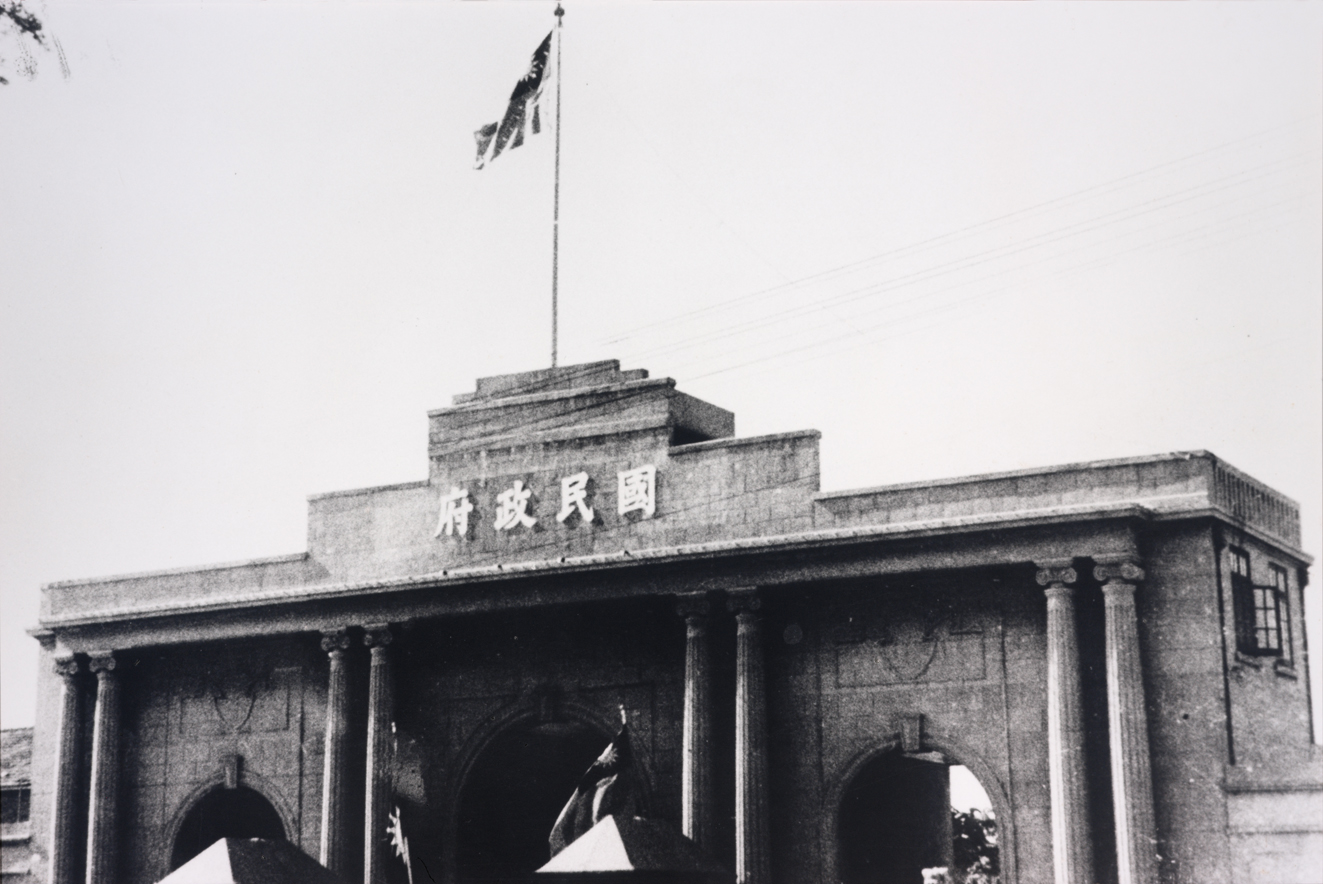
Đại môn của phủ Tổng thống Trung Hoa Dân Quốc tại Nam Kinh

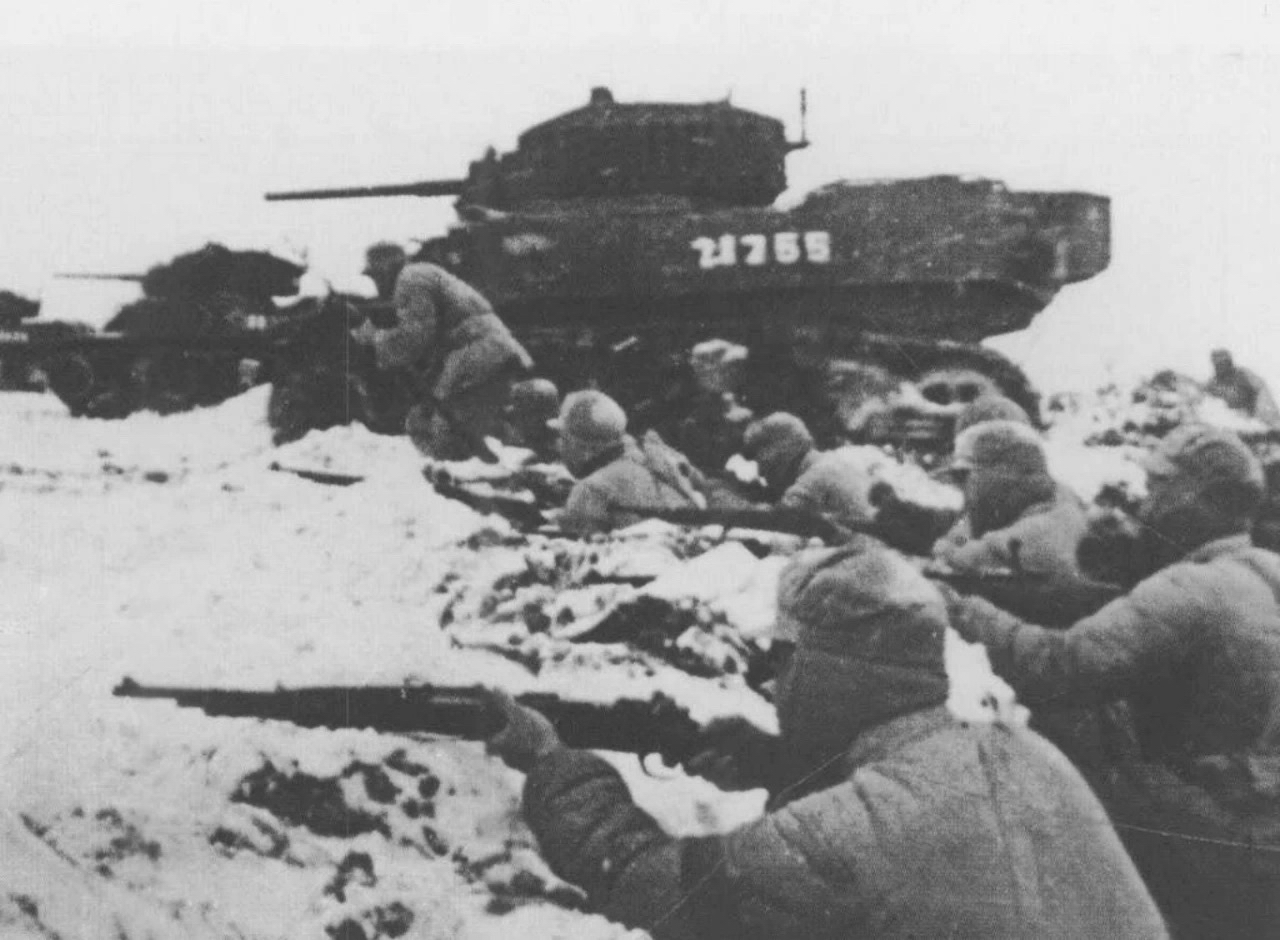
Binh sĩ quân Giải phóng Nhân dân Trung Quốc trong chiến dịch Hoài Hải

Sau khi Trung Hoa Dân Quốc được thành lập, chính phủ Quốc dân sau đó đã phế bỏ chế độ phủ, châu, thính và phân toàn tỉnh Giang Tô thành 60 huyện. Năm 1916, sau khi Viên Thế Khải chết, toàn bộ Trung Quốc rơi vào cảnh quân phiệt cát cứ. Tỉnh Giang Tô từng thuộc quyền thống trị của Trực Lệ quân phiệt do Trương Tông Xương đứng đầu, cùng quản lý khu vực Thượng Hải với Hoàn hệ quân phiệt tại Chiết Giang song về sau giữa hai bên đã bùng phát chiến tranh Giang-Chiết. Sau nhiều tháng, chiến tranh kết thúc với thắng lợi thuộc về Trực hệ. Tuy nhiên, sau đó giữa Trương Tông Xương và Tôn Truyền Phương quay sang đối mặt nhau, Tôn Truyền Phương đã mở rộng địa bàn sang tỉnh Giang Tô. Ông ta đặt tổng hành dinh tại Nam Kinh với tư cách Đốc quân Giang Tô ngày 25 tháng 11 năm 1925. Sau Bắc phạt, Giang Tô nằm dưới quyền kiểm soát của Chính phủ Quốc dân. Trong thời gian này, công thương nghiệp của Giang Tây phát triển nhanh chóng, ngành dệt tại Vô Tích, Nam Thông và Thường Châu đã phát triển lớn mạnh.
Tháng 4 năm 1927, Tưởng Giới Thạch đã thiết lập chính phủ trung ương tại Nam Kinh. Chính quyền Tưởng Giới Thạch quản lý một cách thống nhất hơn một nửa Trung Quốc, đồng thời đã tiến hành kiến thiết hiện đại hóa đất nước, bao gồm cả xây dựng mạng lưới công lộ. Năm 1928, sau khi chính phủ Quốc dân chính thức định đô tại Nam Kinh, đã tiến hành kiến thiết thủ đô với quy mô lớn, tỉnh lị của Giang Tô được chuyển đến Trấn Giang vào năm 1929.
Sau khi chiến tranh Trung-Nhật bùng phát toàn diện vào năm 1937, quân Nhật đã oanh tạc dữ dội những nơi nằm dọc theo tuyến đường sắt Hỗ-Ninh (Thượng Hải-Nam Kinh) như Trấn Giang, Vô Tích, Tô Châu và các thành phố khác. Ngày 13 tháng 12, quân Nhật công hãm Nam Kinh, trong vòng ba tháng đã có hàng trăm nghìn thường dân và binh lính Trung Quốc đã giải giáp bị lính của Quân đội Đế quốc Nhật Bản sát hại.. Các hành động hãm hiếp và cướp bóc trên quy mô lớn cũng đã diễn ra tại Nam Kinh. Các sử gia và nhân chứng ước tính rằng đã có từ 250.000 đến 300.000 người bị giết trong cuộc thảm sát này.
Chính quyền tỉnh Giang Tô tạm thời đã di dời từ Trấn Giang đến Hoài An để tránh sự uy hiếp của quân Nhật, đến năm 1939, chính quyền tỉnh di dời đến Hưng Hóa. Nam Kinh cũng là thủ đô của chính quyền Uông Tinh Vệ cho đến khi Nhật Bản đầu hàng vào năm 1945. Chính quyền Uông Tinh Vệ đã di dời chính quyền tỉnh Giang Tô do mình quản lý đến Tô Châu. Đến năm 1944, chính quyền Uông Tinh Vệ đã thành lập tỉnh Hoài Hải tại bắc bộ Giang Tô và An Huy, lấy Từ Châu làm trung tâm. Trong chiến tranh, Tân Tứ quân (do Cộng sản đảng điều hành) đã tiến vào Tô Bắc, khống chế một bộ phận khu vực nông thôn, trụ sở quân sự được thiết lập tại Diêm Thành.
Sau chiến tranh, chính phủ Quốc dân đã hoàn đô từ Trùng Khánh về Nam Kinh, song lúc này Cộng sản đảng đã kiểm soát được một bộ phận khu vực Tô Bắc và Tô Trung và họ đã thành lập chính phủ biên khu Tô Hoàn đặt tại Hoài An. Không lâu sau, nội chiến Quốc-Cộng bùng phát, Cộng sản đảng triệt thoái khỏi Giang Tô. Tuy nhiên, đến năm 1948, những người cộng sản đã giành chiến thắng trong chiến dịch Hoài Hải ở khu vực phụ cận Từ Châu. Tháng 4 năm 1949, quân Cộng sản đã dễ dàng vượt Trường Giang và chiếm Nam Kinh, chính phủ Quốc dân triệt thoái đến Đài Loan.

### Thời Cộng hòa Nhân dân Trung Hoa
Sau khi Cộng hòa Nhân dân Trung Hoa thành lập, Bắc Kinh trở thành thủ đô. Ban đầu, Giang Tô được phân thành hành thự Tô Bắc và hành thự Tô Nam, song đến năm 1953 thì lại hợp lại thành tỉnh Giang Tô, tỉnh lị đặt tại Nam Kinh. Ranh giới giữa Giang Tô và An Huy cũng có điều chỉnh nhỏ: hai huyện Hu Dị và Tứ Hồng được chuyển cho Giang Tô, ngược lại, hai huyện Tiêu và Nãng Sơn của Từ Châu thì được chuyển sang cho An Huy.
Đến đầu thập niên 1980, các xí nghiệp tại nam bộ Giang Tô khá phát triển, Tô Nam trở thành khu vực giàu có và phát triển nhất Trung Quốc lúc đó. Tuy nhiên, trong thời kỳ đầu cải cách mở cửa, tâm điểm kinh tế là vùng ven biển đông nam, nhất là tại tỉnh Quảng Đông, điều này đã khiến Giang Tô dần bị tụt lại phía sau. Kinh tế Giang Tô vào cuối thập niên 1980 và đầu thập niên 1990 rơi vào tình trạng đình trệ. Tuy nhiên, đến đầu thập niên 1990, trung tâm kinh tế của vùng đồng bằng châu thổ Trường Giang là Thượng Hải đã nhận được sự quan tâm to lớn, các thành thị ở nam bộ Giang Tô gần gũi với Thượng Hải như Tô Châu và Vô Tích cũng phát triển nhanh chóng. Trong cùng thời kỳ, xuất hiện dòng vốn đầu tư nước ngoài đổ vào Tô Nam với số lượng lớn, kinh tế Giang Tô từ đó xuất hiện chênh lệch phát triển giữa nam và bắc. Thực lực kinh tế tổng hợp của Nam Kinh cũng có sự đột phá, đứng hàng đầu tại Giang Tô. Khu công nghiệp Trung Quốc-Singapore tại Tô Châu là khu phát triển kinh tế-kỹ thuật cấp quốc gia.

## Địa lý
Giang Tô nằm ở phía đông đại lục Trung Quốc, giới hạn từ 116°22'-121°55' kinh Đông, 30°46′-35°07′ vĩ Bắc. Có Trường Giang và Hoài Hà chảy qua ở phía nam và bắc, đông giáp Hoàng Hải, đông nam giáp Thượng Hải, nam giáp Chiết Giang, tây giáp An Huy, bắc giáp Sơn Đông. Giang Tô nằm ở vùng chuyển giao giữa miền Bắc và miền Nam Trung Quốc, khí hậu và thảm thực vật mang cả đặc điểm của phương Bắc và phương Nam. Giang Tô có diện tích 102.600 km², là tỉnh có diện tích nhỏ thứ hai Trung Quốc, chỉ sau Hải Nam. Đường ranh giới trên đất liền của tỉnh Giang Tô dài 3.383 km, cùng với 954 km đường bờ biển.

### Địa hình

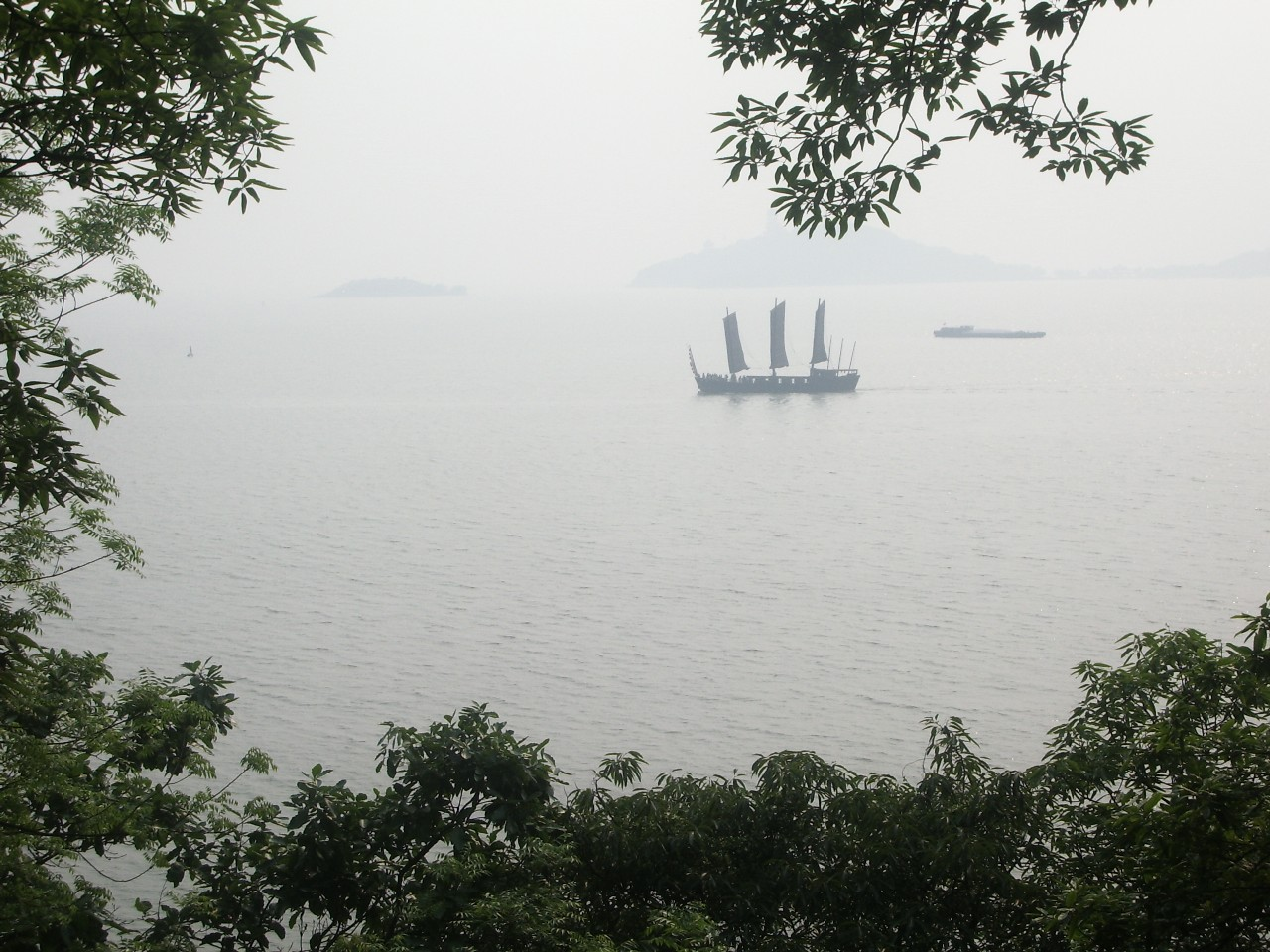
Thái Hồ

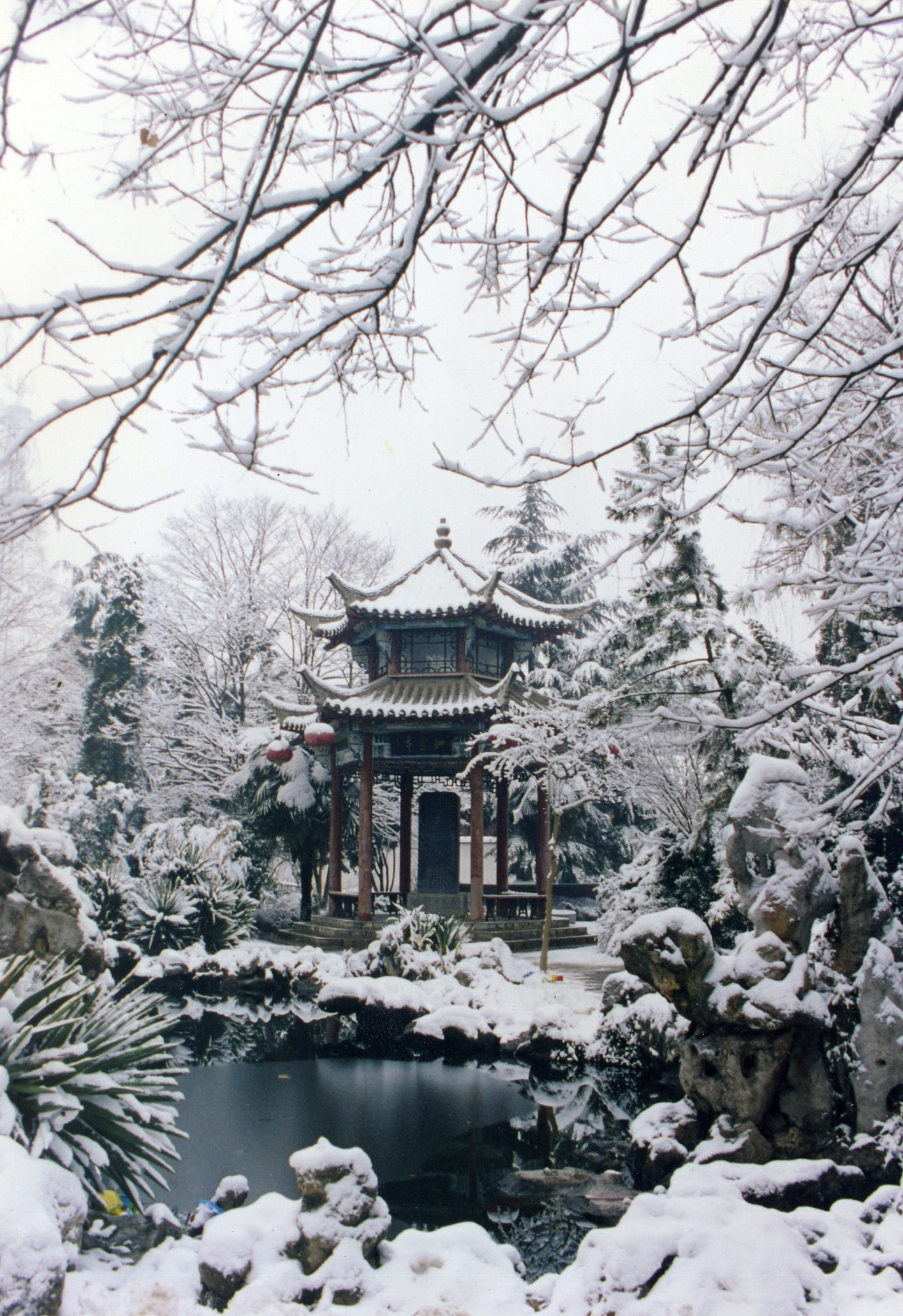
Tuyết rơi tại Tứ Thủy đình ở huyện Bái, Từ Châu

Đại bộ phận Giang Tô là đồng bằng phù sa hạ du Trường Giang và Hoài Hà, địa thế toàn tỉnh nhìn chung là khá thấp và bằng phẳng, cũng là tỉnh thấp và bằng phẳng nhất tại Trung Quốc. Diện tích vùng đồng bằng tại Giang Tô là trên dưới 70.000 km², chiếm 69% diện tích toàn tỉnh; vùng mặt nước chiếm 17% diện tích của tỉnh, đồi núi thấp chiếm 14% diện tích của tỉnh và tập trung tại tây nam và bắc bộ. Đỉnh Ngọc Nữ (玉女峰) trên Hoa Quả Sơn thuộc Liên Vân Cảng là điểm cao nhất Giang Tô với cao độ 624,4 mét trên mực nước biển. Hoa Quả Sơn tại Giang Tô được công nhận tương đối rộng rãi là nguyên mẫu của Hoa Quả Sơn trong Tây du ký.

### Sông hồ
Hầu hết các khu vực tại Giang Tô đều có hệ thống thủy khá phát triển, diện tích mặt nước của toàn tỉnh là 17.300 km², chiếm một tỷ lệ lớn trong tổng diện tích và đứng đầu trong số các tỉnh tại Trung Quốc. Đặc biệt là ở khu vực đồng bằng Thái Hồ ở phía nam của Trường Giang và đồng bằng Lý Hạ Hà ở giữa Trường Giang và Hoài Hà, các sông và kênh rạch hình thành một mạng lưới vô cùng dày đặc.
Trường Giang là sông lớn nhất tại Giang Tô, chảy theo hướng đông-tây, đoạn chảy qua Giang Tô của Trường Giang dài 425 km. Trường Giang phân Giang Tô thành hai phần bắc và nam. Trên địa bàn Giang Tô, có sông Tần Hoài nhập vào Trường Giang tại Nam Kinh. Trong lịch sử, Hoài Hà từng chảy qua trung bắc bộ Giang Tô rồi đổ ra Hoàng Hải, tuy nhiên, kể từ năm 1194 thì Hoàng Hà đã đoạt mất đường thông ra biển của Hoài Hà. Đến năm 1885, khi Hoàng Hà lại chuyển dòng lên phía bắc để đổ ra Bột Hải, Hoài Hà không còn có thể thông ra biển qua đường cũ được nữa, mà phải theo hồ Hồng Trạch, hồ Cao Bưu cùng Đại Vận Hà để đổ nước vào Trường Giang. Các sông lớn khác tại Giang Tô là sông Nghi (沂河), sông Thuật (沭河) và sông Tứ (泗水).
Ngoài các dòng chảy tự nhiên, Giang Tô cũng có rất nhiều kênh. Trong đó Kinh-Hàng Đại Vận Hà trải dài 718 km từ nam đến bắc của tỉnh, có cả thảy 8 địa cấp thị tại Giang Tô nằm ven tuyến Kinh-Hàng Đại Vận Hà, trong đó có các danh thành trong lịch sử và văn hóa Trung Quốc như Tô Châu hay Dương Châu. Ngoài ra, Giang Tô còn có các kênh nổi danh khác như kênh thủy lợi Tô Bắc (苏北灌溉总渠, dẫn nước từ Hoài Hà ra biển theo dòng chảy cũ) và Thông Dương Vận Hà (通扬运河).
Giang Tô là tỉnh tập trung nhiều hồ nhất Trung Quốc, với trên 290 hồ lớn nhỏ, tổng diện tích mặt hồ của toàn tỉnh Giang Tô là 6.853 km², chiếm tỷ lệ 6% diện tích, đứng đầu cả nước. Trong đó các hồ có diện tích trên 1000 km² là Thái Hồ (2250 km²) và hồ Hồng Trạch (2069 km²), đứng vị trí thứ 3 và thứ 4 trong năm hồ nước ngọt lớn nhất Trung Quốc. Các hồ có diện tích từ 100–1000 km² có hồ Cao Bưu (高邮湖), hồ Lạc Mã (骆马湖), hồ Thạch Cữu (石臼湖), hồ Cách (滆湖), hồ Bạch Mã (白马湖) và hồ Dương Trừng (阳澄湖). Các hồ có diện tích từ 50–100 km² tại Giang Tô gồm hồ Trường Đãng (长荡湖), hồ Thiệu Bá (邵伯湖), hồ Điến Sơn (淀山湖), hồ Cố Thành (固城湖). Các hồ tại Giang Tô không chỉ là một nguồn nước quan trọng mà còn là những nơi có nguồn lợi thủy sản, có giá trị trong giao thông đường thủy. Với một tỉnh có địa thế thấp như Giang Tô, các hồ nước còn có tác dụng chứa nước trong các cơn lụt lớn.

### Khí hậu
Hầu hết Giang Tô nằm trong đới khí hậu cận nhiệt đới ẩm (Cfa hay Cwa trong phân loại khí hậu Köppen), và bắt đầu chuyển sang đới khí hậu lục địa ẩm (Köppen Dwa) ở xa về phía bắc. Giữa các mùa có sự phân biệt rõ ràng, với nhiệt độ trung bình từ −1 đến 4 °C (30 đến 39 °F) vào tháng 1 đến 26 đến 29 °C (79 đến 84 °F) vào tháng 7. Mưa rơi thường xuyên giữa mùa xuân và mùa hè (mai vũ), các cơn bão nhiệt đới cùng với mưa bão xuất hiện vào cuối mùa hè và đầu mùa thu. Lượng mưa bình quân hàng năm của Giang Tô là 800 đến 1.200 milimét (31 đến 47 in), tập trung chủ yếu vào mùa hè, khi có gió mùa đông nam.

## Nhân khẩu

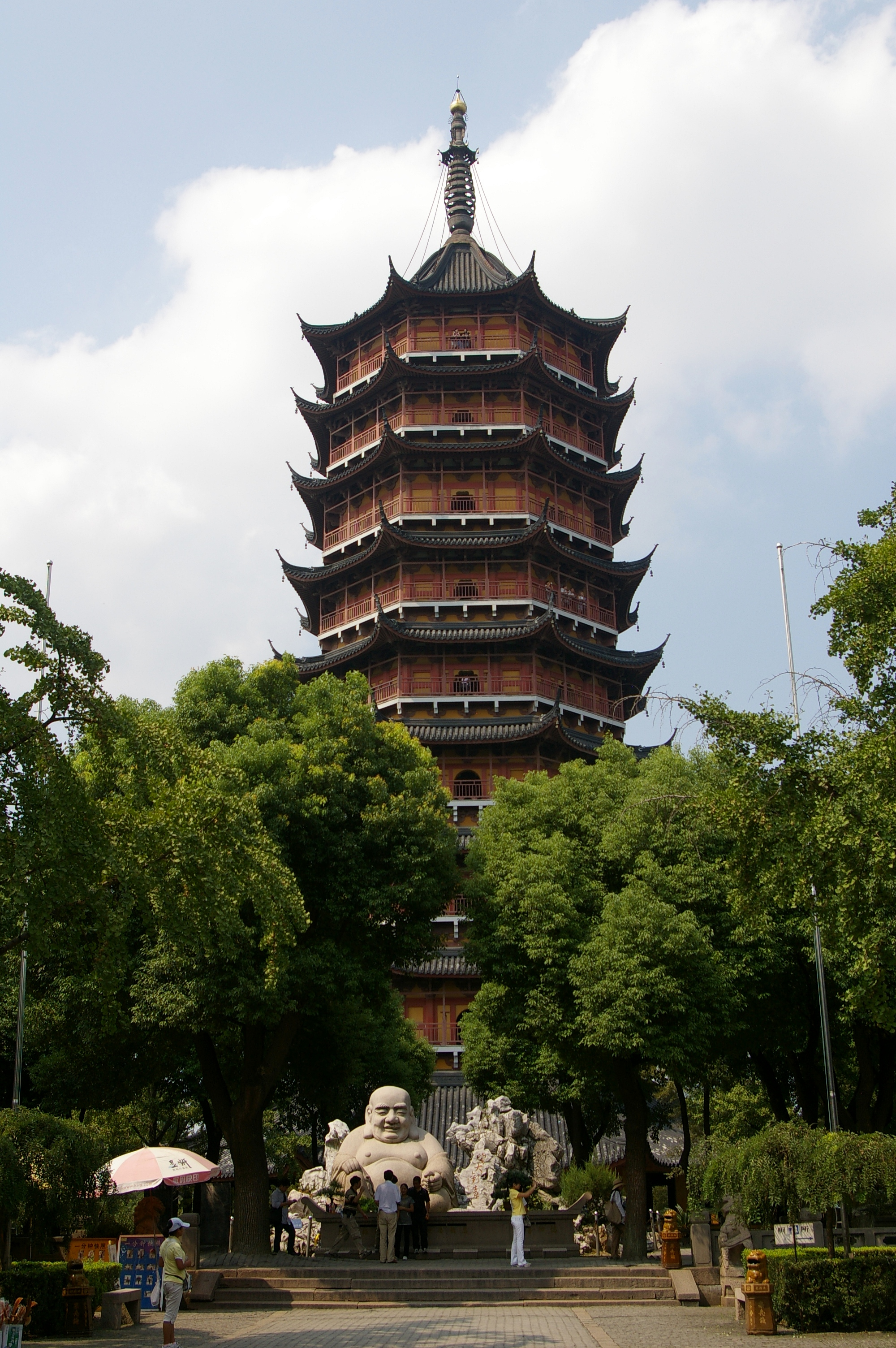
tháp chùa Báo Ân (报恩寺塔) tại Tô Châu, được xây dựng trong khoảng 1131 đến 1162 dưới thời Nam Tống

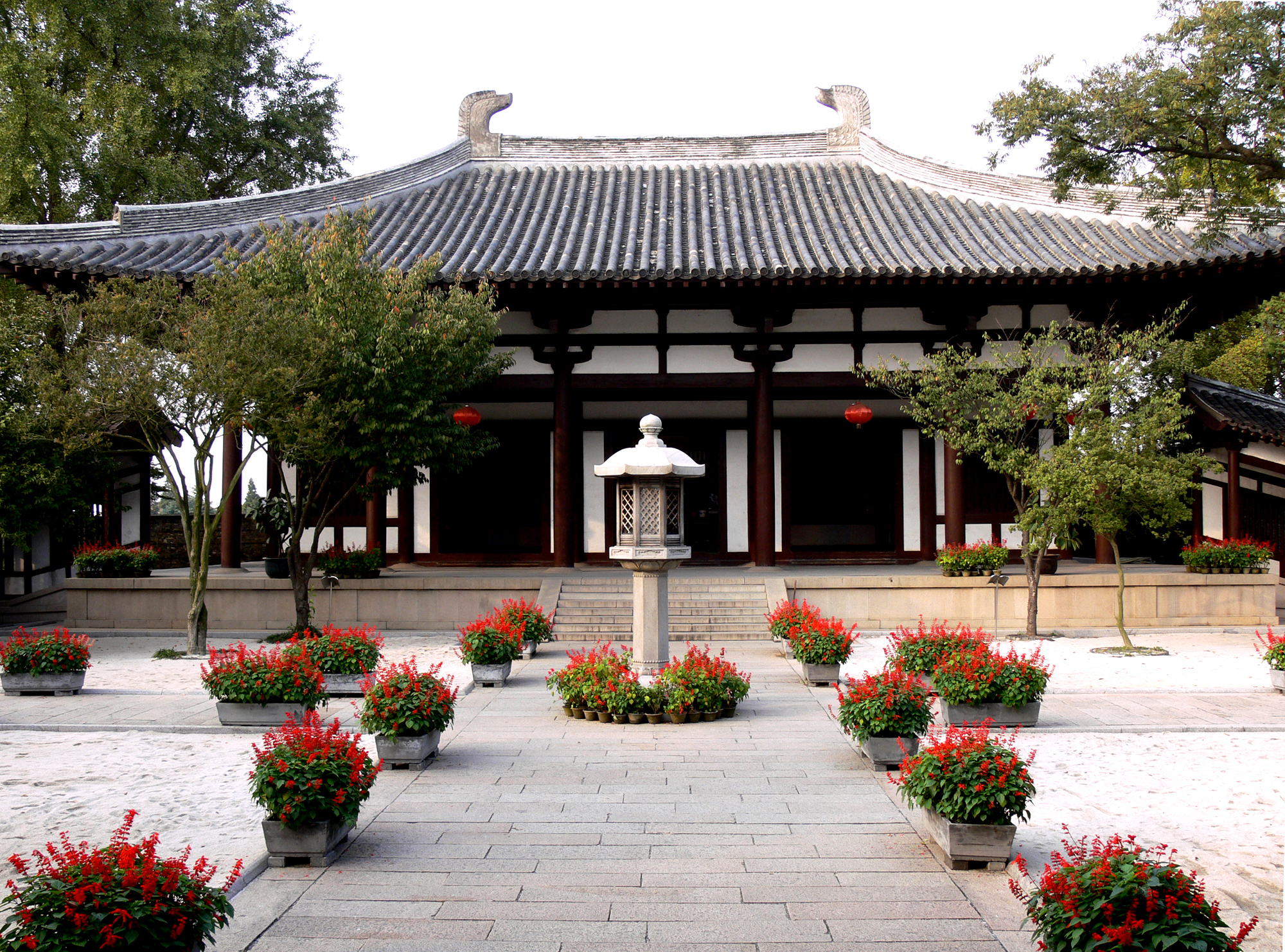
Đại Minh tự tại Dương Châu

Tính đến cuối năm 2011, tổng số nhân khẩu thường trú tại Giang Tô là 78,988 triệu người, tăng 295.000 người so với năm trước. Trong năm, tỷ xuất sinh của Giang Tô là 9,59‰ và tỷ suất tử vong là 6,98‰, đạt mức tăng trưởng tự nhiên là 2,61‰. Bên cạnh người Hán chiếm tuyệt đại đa số, tỉnh Giang Tô có sự hiện diện của toàn bộ 55 dân tộc thiểu số được công nhận tại Trung Quốc. Các dân tộc thiểu số đã sinh sống nhiều đời tại Giang Tô là người Hồi và người Mãn.
| Thành thị     | Tổng nhân khẩu | Nhân khẩu đô thị | Tỷ số giới tính nam/nữ | Tỷ lệ nhân khẩu có trình độ giáo dục từ đại học trở lên | Tỷ lệ mù chữ | Tăng trưởng nhân khẩu hàng năm |
| ------------- | -------------- | ---------------- | ---------------------- | ------------------------------------------------------- | ------------ | ------------------------------ |
| Nam Kinh      | 8.004.680      | 7.165.628        | 107,31                 | 26,12                                                   | 2,64         | 2,52                           |
| Vô Tích       | 6.372.624      | 3.542.319        | 107,79                 | 12,88                                                   | 1,98         | 2,09                           |
| Từ Châu       | 8.580.500      | 3.053.778        | 101,20                 | 7,36                                                    | 4,59         | -0,56                          |
| Thường Châu   | 4.591.972      | 3.290.548        | 104,01                 | 11,72                                                   | 3,30         | 1,79                           |
| Tô Châu       | 10.465.994     | 5.349.090        | 104,10                 | 13,97                                                   | 2,38         | 4,23                           |
| Nam Thông     | 7.282.835      | 2.273.326        | 89,67                  | 7,67                                                    | 3,31         | /                              |
| Liên Vân Cảng | 4.393.914      | 1.049.751        | 102,67                 | 7,19                                                    | 4,58         | -0,57                          |
| Hoài An       | 4.799.889      | 2.633.402        | 98,91                  | 7,08                                                    | 4,91         | -0,66                          |
| Diêm Thành    | 7.260.240      | 1.615.717        | 101,12                 | 6,29                                                    | 4,99         | -0,90                          |
| Dương Châu    | 4.459.760      | 2.399.079        | 97,05                  | 9,54                                                    | 4,09         | -0,47                          |
| Trấn Giang    | 3.113.384      | 1.200.400        | 105,14                 | 11,51                                                   | 2.89         | 0.72                           |
| Thái Châu     | 4.618.558      | /                | 99,97                  | 7,01                                                    | 5,52         | /                              |
| Túc Thiên     | 4.715.553      | 1.437.686        | 101,80                 | 3,94                                                    | 6,01         | -0,89                          |

Tôn giáo tại Giang Tô

### Ngôn ngữ
Quan thoại và tiếng Ngô là hai ngôn ngữ hay phương ngữ chính tại Giang Tô. Trong đó, tiếng Ngô phân bổ ở khu vực đông nam mà trung tâm là Tô Châu, Vô Tích và Thường Châu; Quan thoại Trung Nguyên phân bố ở phía tây bắc, bao trùm toàn bộ Từ Châu và vùng đô thị của Túc Thiên; Quan thoại Giao-Liêu chỉ được nói ở huyện Cống Du thuộc Liên Vân Cảng; các khu vực còn lại, bao gồm cả tỉnh lị Nam Kinh, chủ yếu nói Quan thoại Giang Hoài. Ngoài ra, ở vùng Tô Nam còn hình thành một số đảo phương ngữ bắt nguồn từ các di dân ngoại tỉnh, như của tiếng Mân Nam.

## Các đơn vị hành chính
Giang Tô được chia làm 13 đơn vị hành chính, toàn bộ là thành phố thuộc tỉnh (địa cấp thị, 地级市):
| Bản đồ                     | #             | Tên        | Thủ phủ                  | Chữ Hán Bính âm | Dân số (2010) | Diện tích (km²) |
| -------------------------- | ------------- | ---------- | ------------------------ | --------------- | ------------- | --------------- |
|                            |               |            |                          |                 |               |                 |
| — Phó tỉnh cấp thành thị — |               |            |                          |                 |               |                 |
| 1                          | Nam Kinh      | Huyền Vũ   | 南京市 Nánjīng Shì       | 8.004.680       | 6.582         |                 |
| — Địa cấp thị —            |               |            |                          |                 |               |                 |
| 2                          | Thường Châu   | Chung Lâu  | 常州市 Chángzhōu Shì     | 4.591.972       | 4.385         |                 |
| 3                          | Hoài An       | Thanh Hà   | 淮安市 Huái'ān Shì       | 4.799.889       | 10.072        |                 |
| 4                          | Liên Vân Cảng | Tân Phố    | 连云港市 Liányúngǎng Shì | 4.393.914       | 7.444         |                 |
| 5                          | Nam Thông     | Sùng Xuyên | 南通市 Nántōng Shì       | 7.282.835       | 8.001         |                 |
| 6                          | Túc Thiên     | Túc Thành  | 宿迁市 Sùqiān Shì        | 4.715.553       | 8.555         |                 |
| 7                          | Tô Châu       | Kim Xương  | 苏州市 Sūzhōu Shì        | 10.465.994      | 8.488         |                 |
| 8                          | Thái Châu     | Hải Lăng   | 泰州市 Tàizhōu Shì       | 4.618.558       | 5.793         |                 |
| 9                          | Vô Tích       | Sùng An    | 无锡市 Wúxī Shì          | 6.372.624       | 4.788         |                 |
| 10                         | Từ Châu       | Vân Long   | 徐州市 Xúzhōu Shì        | 8.580.500       | 11.258        |                 |
| 11                         | Diêm Thành    | Đình Hồ    | 盐城市 Yánchéng Shì      | 7.260.240       | 15.000        |                 |
| 12                         | Dương Châu    | Quảng Lăng | 扬州市 Yángzhōu Shì      | 4.459.760       | 6.658         |                 |
| 13                         | Trấn Giang    | Kinh Khẩu  | 镇江市 Zhènjiāng Shì     | 3.113.384       | 3.847         |                 |

Các đơn vị hành chính cấp địa khu trên đây được chia thành 106 đơn vị hành chính cấp huyện, gồm 54 quận (thị hạt khu), 27 thành phố cấp huyện (huyện cấp thị), và 25 huyện. Các đơn vị hành chính cấp huyện này lại được nhỏ thành 1488 đơn vị hành chính cấp hương, gồm 1078 thị trấn (trấn), 122 hương, 1 hương dân tộc, và 287 phường (nhai đạo).

## Kinh tế

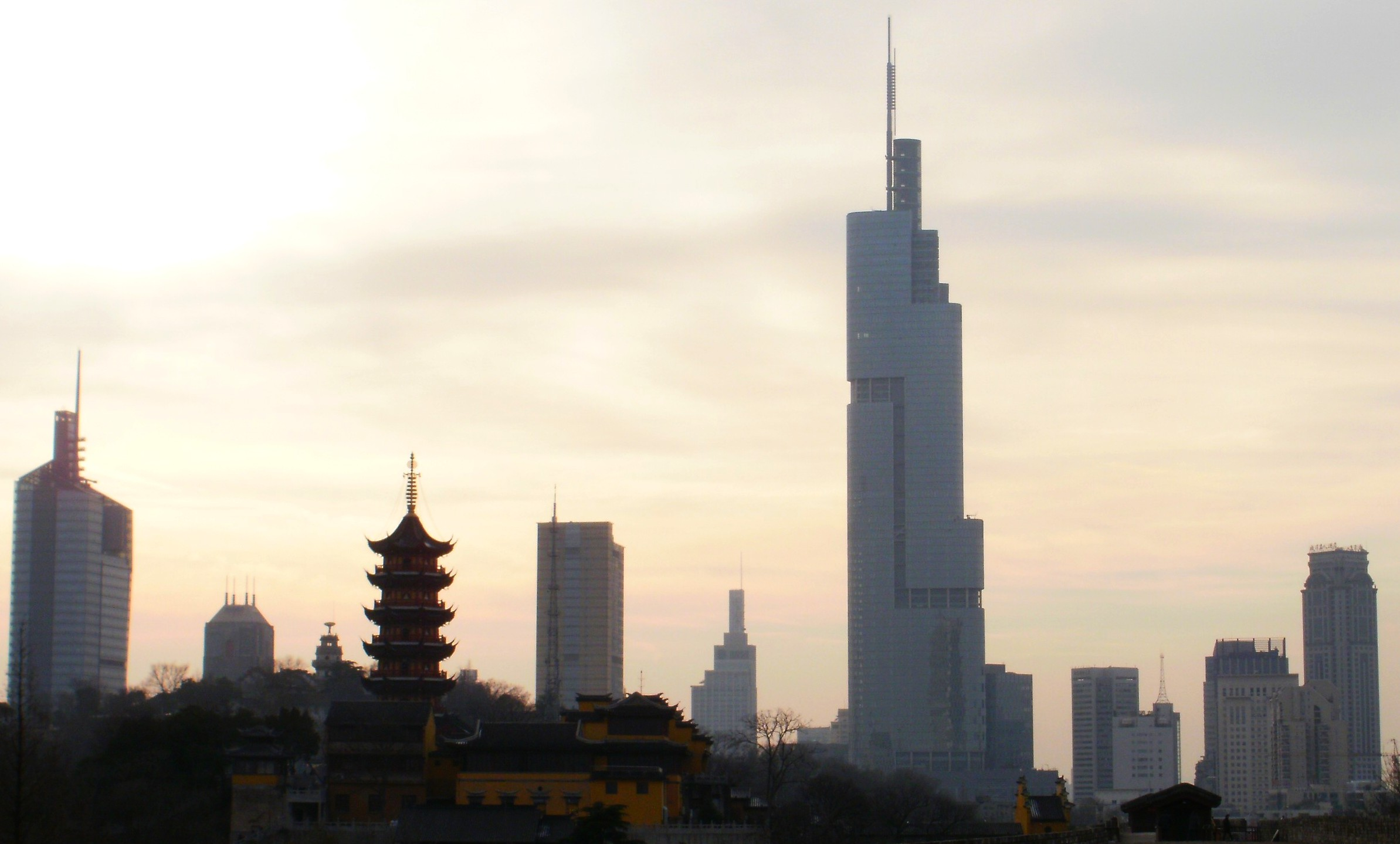
Quang cảnh Nam Kinh, có thể trông thấy Kê Minh tự (鸡鸣寺) và siêu cao ốc Tử Phong (紫峰大厦)

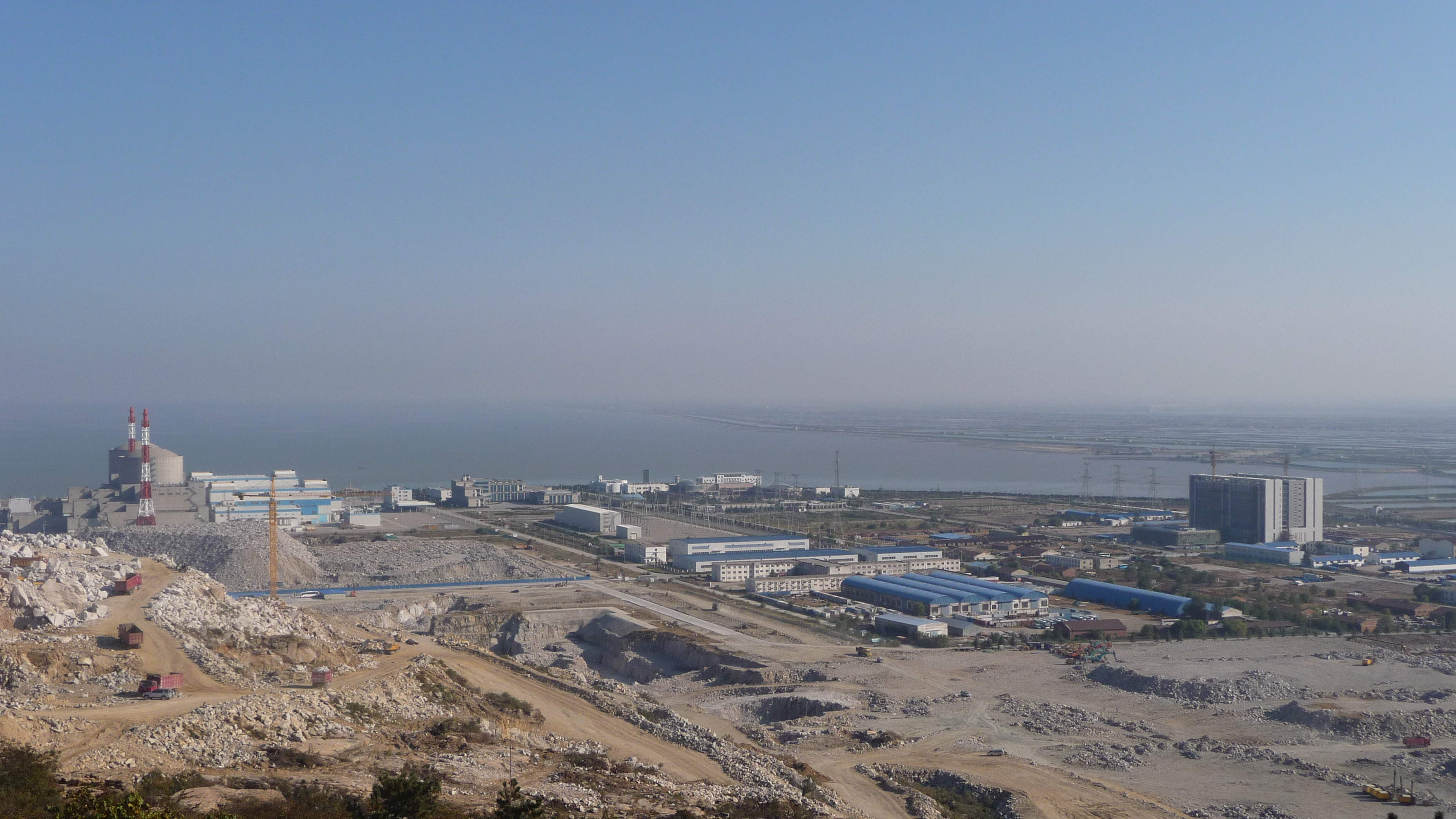
Công trường xây dựng nhà máy điện hạt nhân Điền Loan (田湾核电站) tại Liên Vân Cảng

Theo tính toán sơ bộ, tổng GDP của Giang Tô trong năm 2011 là 4,86043 nghìn tỉ NDT, tăng trưởng 11% so với năm trước đó. Kết cấu các khu vực trong nền kinh tế của tỉnh cũng tiến triển theo hướng ưu hóa, năm 2011, khu vực một của nền kinh tế đạt giá trị 306,48 tỉ NDT, tăng trưởng 4%; khu vực hai của nền kinh tế đạt giá trị 2,50238 nghìn tỉ NDT, tăng trưởng 11,7%; khu vực ba của nền kinh tế đạt giá trị 2,05157 nghìn tỉ NDT, tăng trưởng 11,1%; tỷ lệ giữa ba khu vực theo thứ tự là 6,3:51,5:42,2. Cũng trong năm này, tổng kim ngạch xuất nhập khẩu của Giang Tô là 539,76 tỉ USD, trong đó kim ngạch xuất khẩu đạt 312,6 tỉ USD.
Năm 2018, Giang Tô có 80,4 triệu dân, GDP đạt 9,29 nghìn tỉ nhân dân tệ (tương ứng với 1,4 nghìn tỉ USD), hạng nhì Trung Quốc đại lục (sau Bắc Kinh), hạng tư toàn quốc (sau Ma Cao và Hồng Kông), GDP bình quân đạt 115.768 nhân dân tệ (17.438 USD). Giang Tô có tới 80 triệu dân, lại đạt GDP bình quân đầu người cao gấp đôi trung bình chung thế giới, đứng ở vị trí rất nổi bất đối với vấn đề phát triển kinh tế. Chính phủ Nhân dân tỉnh Giang Tô là cơ quan tiến hành phát triển kinh tế tỉnh, và Tỉnh trưởng Chính phủ Nhân dân tỉnh Giang Tô là người trực tiếp chỉ đạo kinh tế. Tỉnh có một hệ thống tưới tiêu rộng lớn hỗ trợ nông nghiệp, chủ yếu là lúa gạo và lúa mì, ngô và lúa miến. Từ rất lâu, Giang Tô có hệ thống phát triển các loại cây trồng như bông, đậu nành, đậu phộng, hạt vừng, cây gai, trà, bạc hà, tre, dược liệu, táo, lê, đào, bạch quả và bao gồm Thái Hồ ở phía nam là cơ sở sản xuất tơ lụa chính ở Trung Quốc. Tuy nhiên, lĩnh vực này thuộc Khu vực một của nền kinh tế, chỉ chiếm 4% kinh tế Giang Tô, khi mà nền kinh tế chủ yếu nằm ở lĩnh vực công nghiệp công nghệ cao. Kinh tế Giang Tô năm 2018 này vượt qua cả Mexico, Indonesia, lần lượt hạng 15, 16 kinh tế thế giới. Tăng trưởng kinh tế hàng năm khoảng 8%. Nền kinh tế của Giang Tô là lớn thứ bảy trong số các đơn vị cấp tỉnh trên toàn cầu, sau California, Anh, Tokyo, Texas, New York và Quảng Đông.

### Công nghiệp
Theo truyền thống, Giang Tô hướng theo phát triển các ngành công nghiệp nhẹ như dệt may và công nghiệp thực phẩm. Từ năm 1949, Giang Tô cũng đã phát triển các ngành công nghiệp nặng như công nghiệp hóa chất và vật liệu xây dựng. Các lĩnh vực công nghiệp quan trọng tại Giang Tô bao gồm máy móc, điện tử, hóa chất và ô tô. Trong thời gian gần đây, chính quyền cũng khá tích cực để thức đẩy ngành công nghiệp năng lượng mặt trời và hy vọng vào năm 2012, ngành này sẽ đạt giá trị 100 tỉ NDT. Hiện nay, Giang Tô là vùng trọng yếu tại Trung Quốc trong các ngành điện tử, máy móc, dệt may, hóa dầu và vậy liệu xây dựng. Quy mô giá trị công nghiệp năm 2011 gia tăng 13,8% so với năm trước đó, trong đó các ngành công nghiệp nhẹ và công nghiệp nặng lần lượt có mức tăng trưởng 11,1% và 14,8%. Cũng trong năm 2011, khu vực công nghiệp thuộc sở hữu nhà nước tăng trưởng 10,3%, khu vực công nghiệp tập thể tăng trưởng 5,3%, khu vực công nghiệp theo chế độ cổ phần tăng trưởng 13,9%, khu vực đầu tư nước ngoài (bao gồm cả vốn Hồng Kông, Ma Cao và Đài Loan) tăng trưởng 13,8%.

### Nông nghiệp
Giang Tô có một lịch sử nông nghiệp lâu dài, từ 6.000 năm trước những người sống trên vùng đất mà nay là Giang Tô đã trồng lúa cạn và lúa nước. Giang Tô là khu vực sản xuất nông nghiệp trọng yếu tại Trung Quốc trong một thời gian dài, có được danh tiếng "ngư mễ chi hương" (vùng đất của cả và gạo, vùng đất giàu có). Giang Tô có một mạng lưới thủy lợi rộng khắp phục vụ cho nông nghiệp. Hiện nay, nền nông nghiệp của tỉnh phần lớn dựa trên việc trồng lúa gạo và lúa mì, sau đó đến ngô và lúa miến. Các loại cây trồng để thu hoa lợi khác bao gồm bông, đỗ tương, lạc, cải dầu, vừng, gai dầu, chè. Các cây trồng để phục vụ cho các mục đích khác bao gồm bạc hà, bạc hà lục, tre, thảo mộc. Các loại cây ăn quả được trồng tại Giang Tô là táo tây, lê, đào, nhót tây, bạch quả. Dâu tằm cũng là một cây trồng quan trọng trong nền nông nghiệp của Giang Tô, vùng Thái Hồ là một trung tâm sản xuất tơ lụa chính tại Trung Quốc. Năm 2011, tổng sản lượng lương thực của Giang Tô đạt 33,078 triệu tấn, tổng sản lượng thịt gia súc và gia cầm là 3,656 triệu tấn, tổng sản lượng trứng gia cầm là 1,949 triệu tấn, tổng sản lượng sữa là 3,337 triệu tấn, các sản phẩm thủy hải sản có sản lượng 1,422 triệu tấn.

### Tài nguyên khoáng sản
Tính đến năm 2011, người ta đã phát hiện được 133 loại khoáng sản trên địa bàn Giang Tô, trong đó đã xác minh được trữ lượng của 67 loại. Giang Tô có tài nguyên than đá, dầu mỏ và khí thiên nhiên, song các loại khoáng sản quan trọng nhất của tỉnh là những loại phi kim như thạch diêm, lưu huỳnh, phosphor và đá hoa. Các mỏ muối tại Hoài Âm có trữ lượng trên 0,4 nghìn tỉ tấn và là một trong những khu vực có trữ lượng lớn nhất Trung Quốc.

## Du lịch

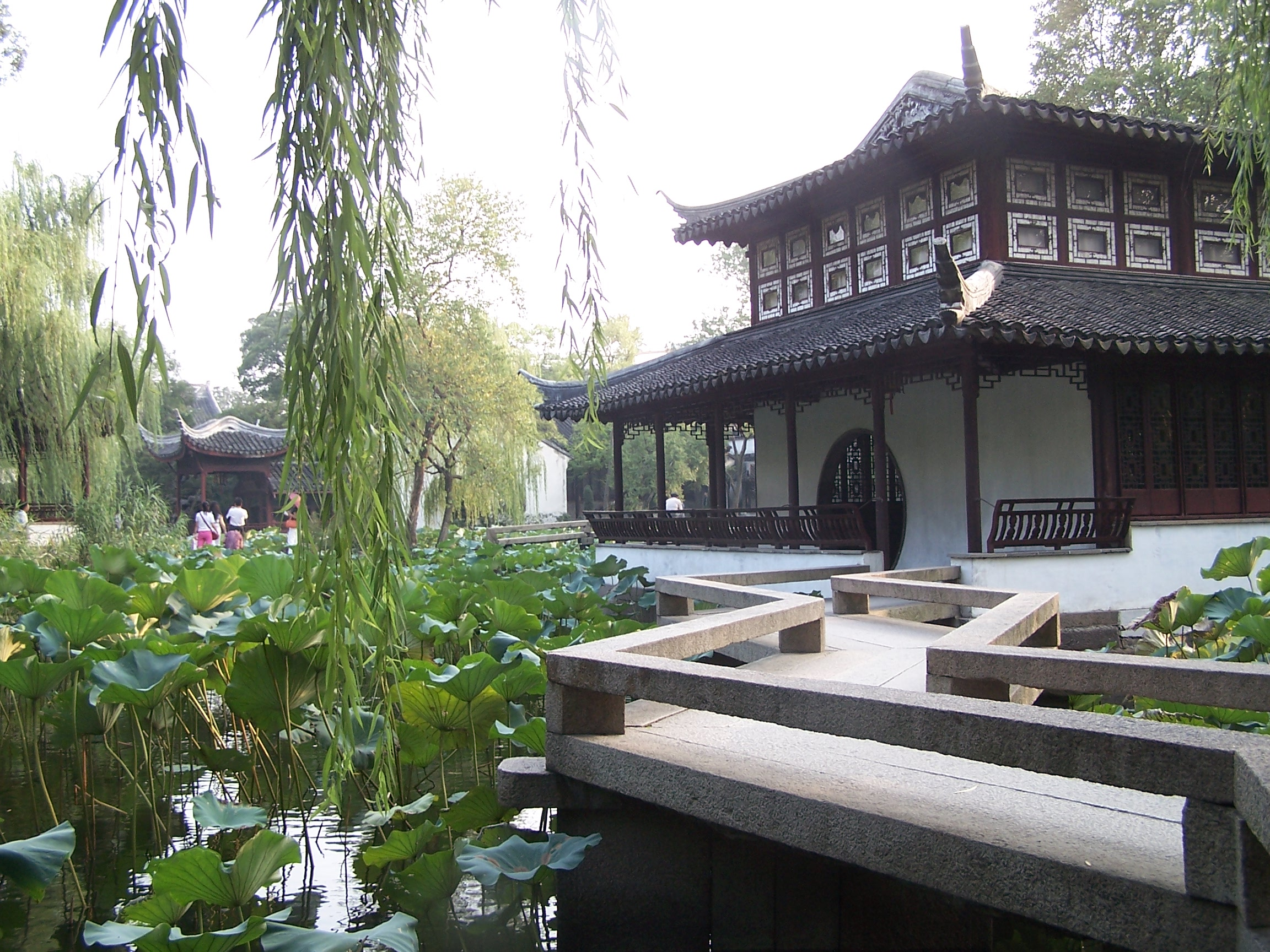
Chuyết Chánh viên tại Tô Châu

Giang Tô là một trong các tỉnh trọng điểm về du lịch tại Trung Quốc, với các danh hồ, danh sơn, danh tuyền, danh viên, danh tự nổi tiếng khắp đất nước. Giang Tô có 28 "thành thị du lịch ưu tú Trung Quốc", 9 khu thắng cảnh cấp 5A, 98 khu thắng cảnh loại 4A. Các danh hồ tại Giang Tô bao gồm: Thái Hồ, hồ Huyền Vũ 玄武湖 và hồ Mạc Sầu (莫愁湖) ở Nam Kinh, hồ Sấu Tây (瘦西湖) ở Dương Châu, hồ Dương Trừng ở Tô Châu, hồ Vân Long (云龙湖) ở Từ Châu, hồ Thiên Mục (天目湖) ở Lật Dương. Suối Trung Linh (中泠泉) ở Trấn Giang được gọi là "Thiên hạ đệ nhất tuyền", suối Huệ Sơn (惠山泉) ở Vô Tích được gọi là "Thiên hạ đệ nhị tuyền". Chung Sơn ở Nam Kinh, Tam Sơn (Bắc Cố Sơn, Kim Sơn, Tiêu Sơn) ở Trấn Giang với màu xanh tươi. Mao Sơn ở nơi giáp giới giữa Cú Dung và Kim Đàn là trung tâm Đạo giáo ở Đông Nam Trung Quốc, còn được gọi là "Đệ nhất phúc địa" và "Đệ bát động thiên" của Đạo giáo. Hoa Quả Sơn tại Liên Vân Cảng nhờ kết duyên với "Tây du ký" mà nổi danh khắp trong và ngoài nước. Minh Hiếu lăng (明孝陵) tại Nam Kinh là một phần của quần thể Lăng tẩm hoàng gia Minh-Thanh, một di sản thế giới của UNESCO. Các viên lâm cổ điển tại Giang Tô nổi tiếng trên toàn thế giới, trong đó Chuyết Chính viên (拙政园), Lưu Viên (留园) tại Tô Châu là một trong tứ đại danh viên của Trung Quốc, 9 viên lâm cổ điển tại Tô Châu hình thành một quần thể di sản thế giới của UNESCO. Tê Hà tự (栖霞寺) tại Nam Kinh, Kim Sơn tự (金山寺) tại Trấn Giang, Đại Danh tự (大名寺) tại Dương Châu, Hàn Sơn tự (寒山寺) tại Tô Châu, Long Xương tự (隆昌寺) tại Cú Dung là các đền chùa cổ trứ danh. Các thắng cảnh nổi tiếng khác tại Giang Tô còn có Linh Sơn Đại Phật (灵山大佛) ở Vô Tích, cầu Trường Giang Nam Kinh, một công trình được xem là biểu tượng cho tinh thần và khả năng của người Trung Quốc dưới thời Mao Trạch Đông, lăng Tôn Trung Sơn.

## Văn hóa

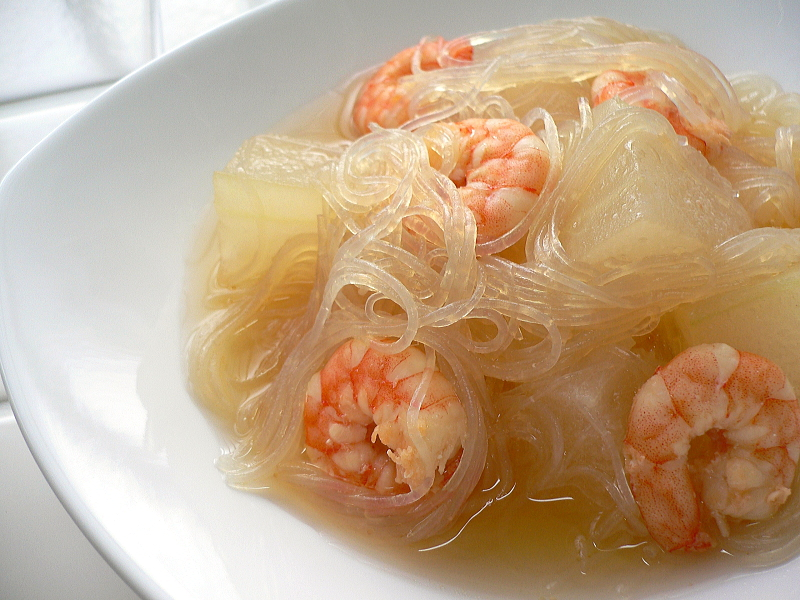
súp mì và tôm Đông Qua, một món ăn của ẩm thực Kinh Tô

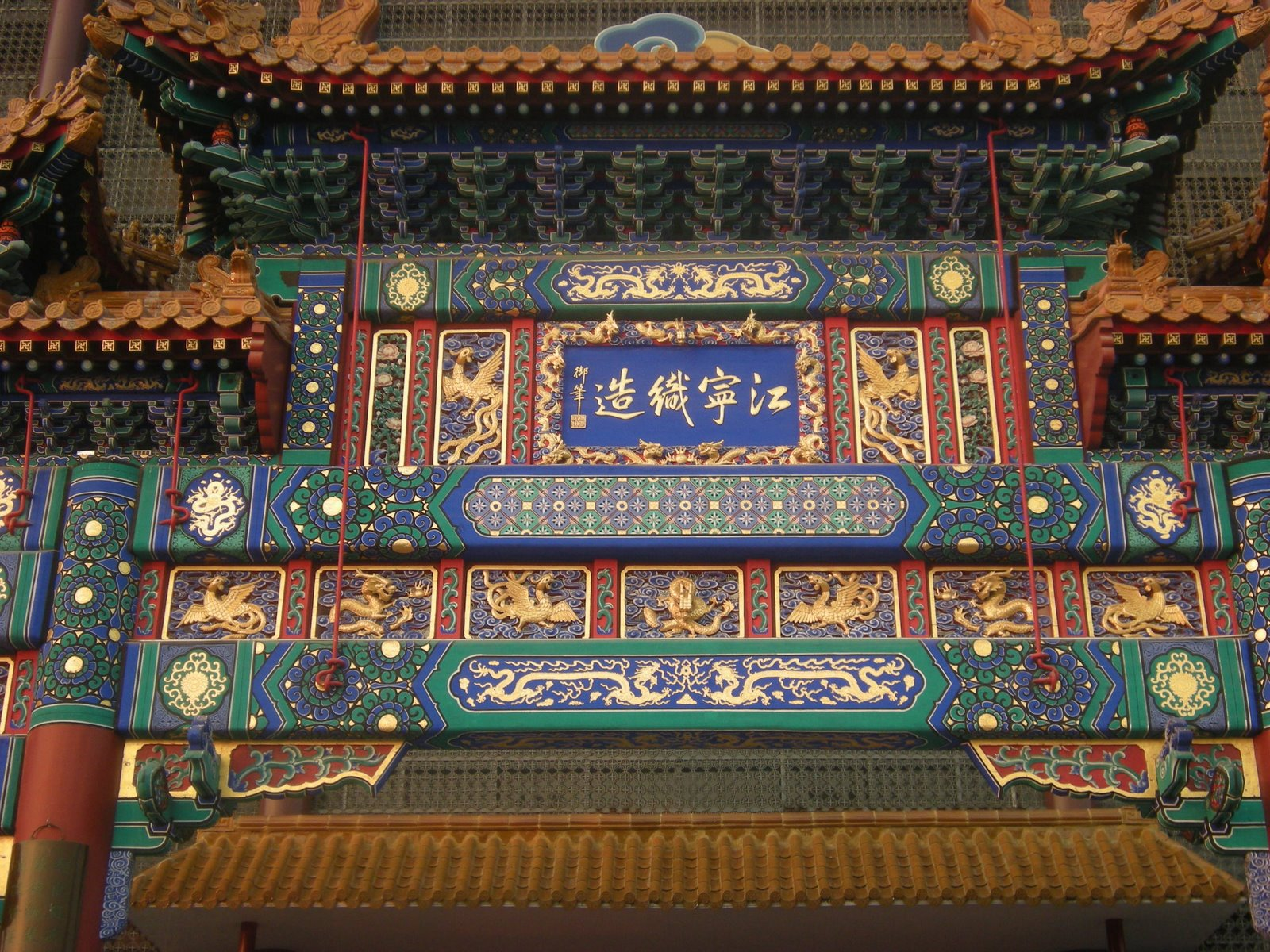
bài phường với các họa tiết của vận cẩm, loại lụa đặc sản của Nam Kinh

Thế kỷ XVII, triều đình Nhà Thanh đã tách tỉnh Giang Nam thành Giang Tô và An Huy, tuy nhiên danh xưng Giang Nam vẫn thường được nhắc đến sau đó. Hai phần phía bắc và phía nam của Giang Tô xưa kia không có nhiều kết nối với nhau như trong các thế kỷ gần đây. Theo truyền thống, Tô Nam được dùng để chỉ ba thành phố thịnh vượng hơn là Tô Châu, Vô Tích và Thường Châu; văn hóa Tô Nam thuộc vòng văn hóa Ngô cùng với Thượng Hải và Chiết Giang. Tại khu vực Giang Hoài thì các thành phố Hoài An, Dương Châu và Trấn Giang thuộc vòng văn hóa Giang Hoài (Đông), hay còn gọi là văn hóa Hoài Dương; Nam Kinh thuộc khu vực văn hóa Hoài Tây, hay văn hóa Ninh Lư. Khu vực Thái Châu cùng đại bộ phận Diêm Thành và Nam Thông là nơi nhiều nét văn hóa cùng tồn tại. Nam bộ Túc Thiên, khu vực đô thị và nam bộ của Liên Vân Cảng thuộc vùng văn hóa Hải Tứ, khu vực này nằm ở phía bắc Hoài Hà, phong tục vùng này là sự quá độ từ văn hóa Trung Nguyên sang văn hóa Giang Hoài. Từ Châu, khu vực đô thị của Túc Thiên và 2 huyện bắc bộ của Liên Vân Cảng thuộc khu vực văn hóa Trung Nguyên. Ngoài ra, từ năm 1998, đã có một cách phân loại mới được sử dụng thường xuyên, đó là vùng phía nam Trường Giang thì được gọi là Tô Nam, các thành phố Dương Châu, Nam Thông và Thái Châu được gọi là Tô Trung và các nơi còn lại của Giang Tô thì được gọi là Tô Bắc.
Giâng Tô là tỉnh giàu truyền thống văn hóa: Côn khúc, bắt nguồn từ Côn Sơn, là một trong các loại hình hí khúc nổi tiếng và có thanh thế nhất. Bình đàn (评弹), một hình thức kể chuyện kèm theo âm nhạc, cũng khá phổ biến ở Giang Tô: có thể phân loại loại hình ca kịch này dựa theo nguồn gốc: Bình đàn Tô Châu, Bình đàn Dương Châu và Bình đàn Nam Kinh. Tích kịch (锡剧), một loại hình hí kịch truyền thống Trung Quốc, khá thông dụng tại Vô Tích, trong khi Hoài kịch (淮剧) phổ biến ở các khu vực phía bắc, xung quanh Diêm Thành.
Ẩm thực Giang Tô là một trong tám trường phái lớn của ẩm thực Trung Quốc. Ẩm thực Giang Tô lại được chia tiếp thành các phong cách ẩm thực nhỏ hơn: ẩm thực Kim Lăng (hay ẩm thực Kinh Tô), trung tâm là Nam Kinh với đặc điểm là tinh tế cùng khẩu vị "bình hòa"; ẩm thực Hoài Dương tập trung tại Hoài An, Dương Châu và Trấn Giang với đặc điểm là chú trọng đến việc lựa chọn nguyên liệu và dao, khẩu vị "thanh đạm"; ẩm thực Tô Tích tập trung tại Tô Châu, Vô Tích cùng Thường Châu với đặc điểm là thường dùng bã rượu để điều vị, có thế mạnh về các loại thủy sản, khẩu vị "thiên điềm"; ẩm thực Từ Hải, tập trung ở Từ Châu và Liên Vân Cảng, có thế mạnh về hải sản và rau xanh, khẩu vị "giác trọng". Nhìn chung, các nguyên liệu điển hình trong món ăn Giang Tô là thủy sản tươi sống, trà, măng, nấm,..Ngoài ra, kỹ thuật gọt tỉa, trang trí thức ăn cũng đóng vai trò quan trọng. Ẩm thực Giang Tô nổi tiếng về các món hầm, ninh, tần.
Tô Châu nổi tiếng với tơ lụa, thêu nghệ thuật, trà hoa nhài, thạch kiều, đền miếu, và các viên lâm cổ. Nghi Hưng gần đó nổi tiếng với trà cụ (những đồ dùng trong việc thưởng trà), còn Dương Châu nổi tiếng với nghệ thuật sơn mài và đồ bằng ngọc. Vân cẩm (云锦) của Nam Kinh là một loại lụa dệt nổi tiếng.
Từ thời cổ, Tô Nam đã nổi tiếng với sự thịnh vượng và sang trọng, các địa danh ở Giang Nam như Tô Châu hay Dương Châu đã đi vào thi ca, kể cả trong tác phẩm của những thi nhân nổi tiếng, với vẻ thơ mộng. Sự nổi danh của Tô Châu cũng như Hàng Châu ở Chiết Giang đã khiến xuất hiện câu nói nổi tiếng "Thượng hữu thiên đường, hạ hữu Tô Hàng" (上有天堂, 下有蘇杭). Tương tự, sự thịnh vượng của Dương Châu đã khiến ra đời câu thơ: "Eo quấn mười vạn xâu (tiền), cưỡi hạc xuống Dương Châu" (腰纏十萬貫, 騎鶴下揚州, Yêu triền thập vạn quán, kị hạc hạ Dương Châu).

## Giao thông

### Đường thủy

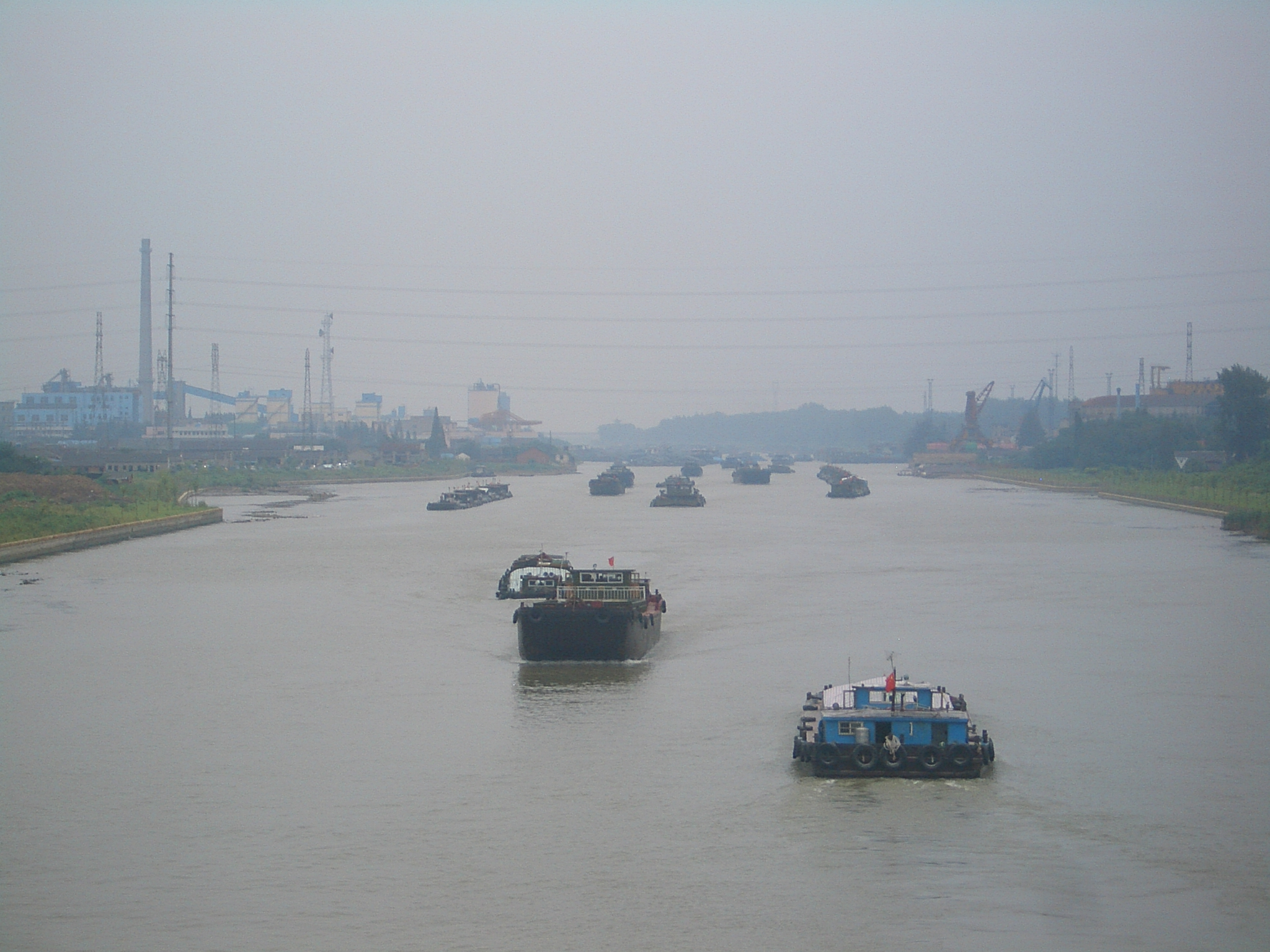
Đoạn Kinh Hàng Đại Vận Hà qua Dương Châu

Giang Tô giáp Hoàng Hải ở phía đông, Trường Giang và Kinh Hàng Đại Vận Hà tạo thành một hình chữ thập (十) trên địa bàn tỉnh, vùng đồng bằng Thái Hồ và đồng bằng Lý Hạ Hà có mạng lưới đường thủy dày đặc. vì thế, giao thông đường thủy đóng một vị thế quan trọng trong tổng thể giao thông của Giang Tô. Tuyệt đại bộ phận các thành thị của Giang Tô nhờ có ưu thế giao thông thủy mà đã phát triển phồn vinh. Trên địa bàn Giang Tô hiện nay có các cảng như cảng Thái Thương, cảng Thường Thục, cảng Trương Gia Cảng, cáng Liên Vân Cảng, cảng Nam Thông, cảng Nam Kinh, cảng Trấn Giang, cảng Giang Âm. Hệ thống cảng Tô Châu (bao gồm ba cảng Thái Thương, cảng Thường Thục và cảng Trương Gia Cảng) là cảng lớn nhất Giang Tô, cũng là cảng đường sông lớn nhất Trung Quốc.

### Đường sắt

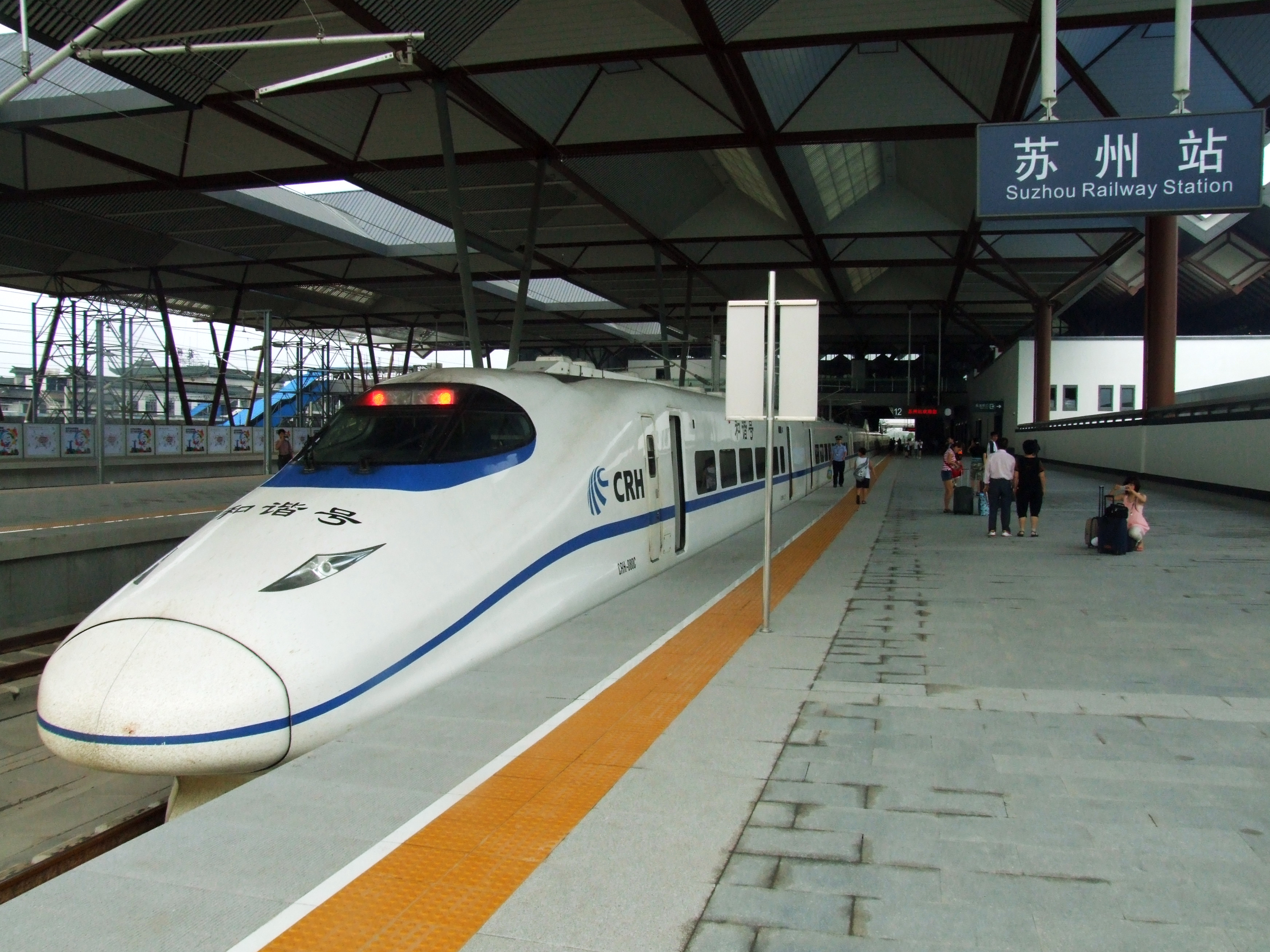
Tàu CRH2-080C tại ga Tô Châu

Tính đến cuối năm 2011, tỉnh Giang Tô có 2348 km đường sắt đã thông tuyến. Đường sắt Kinh-Hỗ, đường sắt Lũng-Hải là các tuyến đường sắt trọng yếu đi qua tỉnh Giang Tô. Đường sắt Kinh-Hỗ chủ yếu là theo hướng đông-tây và xuyên qua Giang Tô ở phía nam, còn đường sắt Lũng-Hải đi theo chiều đông-tây ở cực bắc của Giang Tô, qua Từ Châu và Liên Vân Cảng. Đoạn Nam Kinh-Thượng Hải của đường sắt Kinh-Hỗ là đoạn đường sắt bận rộn nhất tại Trung Quốc, vào lúc cao điểm cứ mỗi 5 phút sẽ có một chuyến tàu. Mặc dù Giang Tô là một tỉnh phát triển về kinh tế tại Trung Quốc, song giao thông đường sắt của tỉnh lại tụt hậu, một khu vực rộng lớn của tỉnh, nhất là đại bộ phận Giang Bắc vẫn có rất ít các tuyến đường sắt, khiến sự phát triển kinh tế bị cản trở. Ngày 28 tháng 9 năm 2009, cầu đường sắt vượt Trường Giang thứ hai trên địa bàn Giang Tô đã hợp long thuận lợi.

### Đường bộ
Tính đến cuối năm 2011, toàn tỉnh Giang Tô có 152.247 km công lộ, đạt mật độ 148 km/100 km², trong đó có 4122 km đường cao tốc, đứng thứ 5 cả nước; mật độ đường cao tốc là 4,02 km/100 km², đứng đầu trong số các tỉnh và khu tự trị tại Trung Quốc.
Trên địa phận Giang Tô, các tuyến đường cao tốc Liên-Hoắc (G30), đường cao tốc Hỗ-Thiểm (G40), đường cao tốc Hỗ-Dong (G42) chạy theo chiều đông-tây; các tuyến đường cao tốc Thẩm-Hải (G15), đường cao tốc Kinh-Hỗ (G2), đường cao tốc Trường-Thẩm (G25) chạy theo hướng nam-bắc; tuyến đường cao tốc Ninh-Lạc (G36) nối liền hai thành thị lớn là Nam Kinh và Lạc Dương; tuyến đường cao tốc Hỗ-Du (G50) từ Thượng Hải đi qua Tô Châu để tiến đến Chiết Giang; tuyến đường cao tốc Kinh-Đài từ Sơn Đông đi qua Từ Châu để tiến vào An Huy. Ngoài ra, Giang Tô còn có nhiều tuyến đường bộ cao tốc cấp tỉnh.

### Đường không
Tính đến đầu năm 2012, Giang Tô có 185 tuyến bay quốc nội và 39 tuyến bay quốc tế. Giang Tô có 9 sân bay dân dụng là Sân bay quốc tế Lộc Khẩu Nam Kinh, Sân bay Thạc Phóng Vô Tích, Sân bay Bôn Ngưu Thường Châu, sân bay Liên Thủy Hoài An, sân bay Diêm Thành, Sân bay Quan Âm Từ Châu, Sân bay Bạch Tháp Phụ Liên Vân Cảng, Sân bay Hưng Thông Nam Thông, sân bay Thái Châu Dương Châu. Ngoài ra, tỉnh còn có ba sân bay kết hợp cả mục đích quân sự và dân dụng là sân bay Đại Hiệu Trường Nam Kinh, sân bay Quang Phúc Tô Châu, sân bay Như Cao.

### Cầu

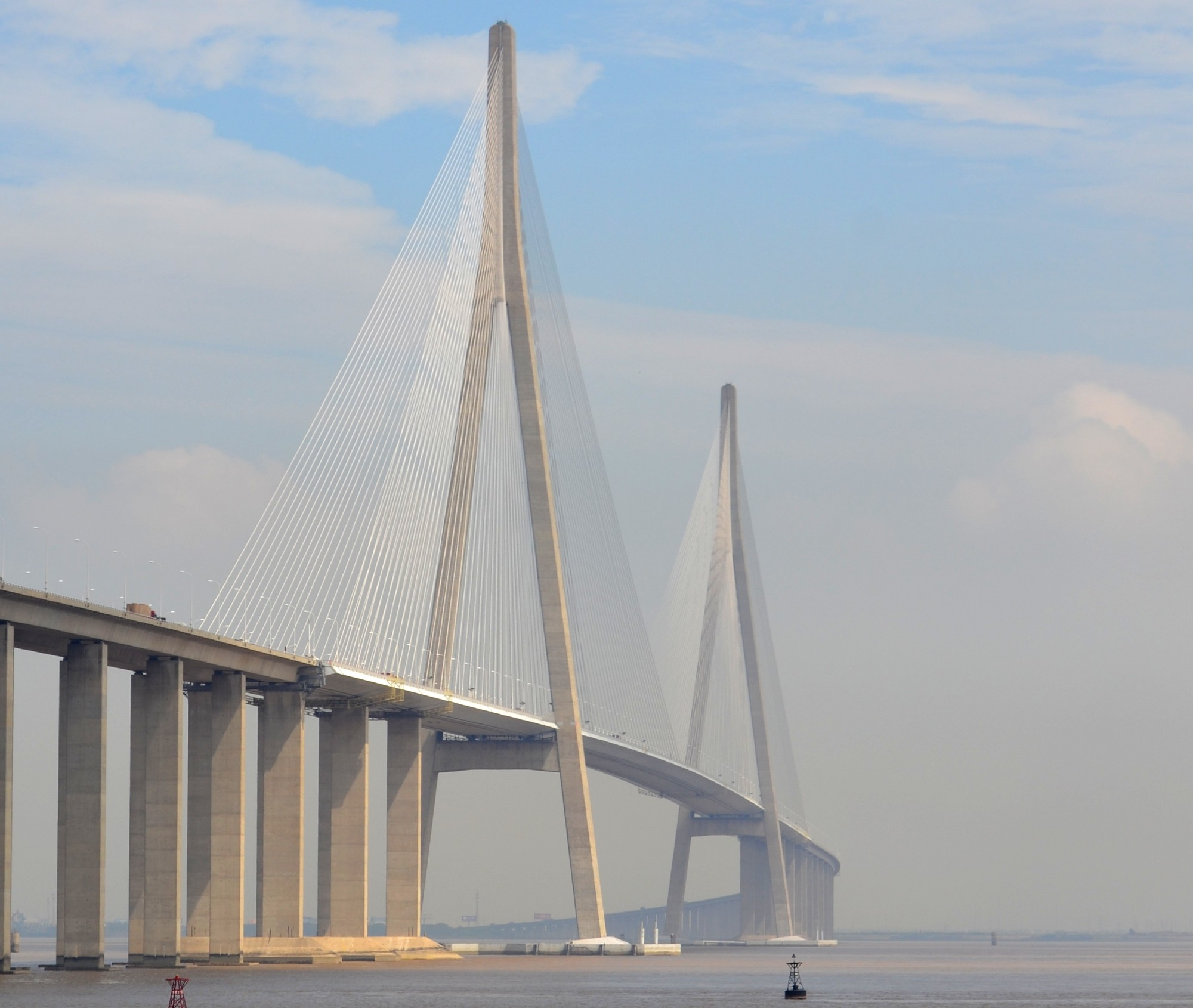
Cầu Trường Giang Tô Thông

Giang Tô nằm ở hạ du Trường Giang, là nơi con sông lớn này đổ ra biển. Các cây cầu vượt Trường Giang tại Giang Tô đều phải là những cây cầu lớn (từ tây sang đông):
- cầu Trường Giang Đại Thắng Quan Nam Kinh (南京大胜关长江大桥), là cầu đường sắt, thông xe năm 2011
- Cầu Trường Giang 3 Nam Kinh (南京长江三桥), cầu đường bộ, thông xe năm 2005
- Cầu Trường Giang Nam Kinh, cầu kết hợp cả đường bộ lẫn đường sắt, thông xe năm 1958
- Cầu Trường Giang 2 Nam Kinh (南京长江二桥), cầu đường bộ, thông xe năm 2001
- Trường Giang Nhuận Dương (润扬长江大桥), cầu đường bộ, thông xe năm 2005
- Cầu Trường Giang Thái Châu (泰州长江大桥), cầu đường bộ, thông xe năm 2012
- Cầu Trường Giang Giang Âm (江阴长江大桥), cầu đường bộ, thông xe năm 1999
- Cầu Trường Giang Tô Thông (苏通长江大桥), cầu đường bộ, thông xe năm 2008
- Cầu Sùng Khải (崇启大桥), cầu đường bộ, thông xe năm 2012

## Trường đại học

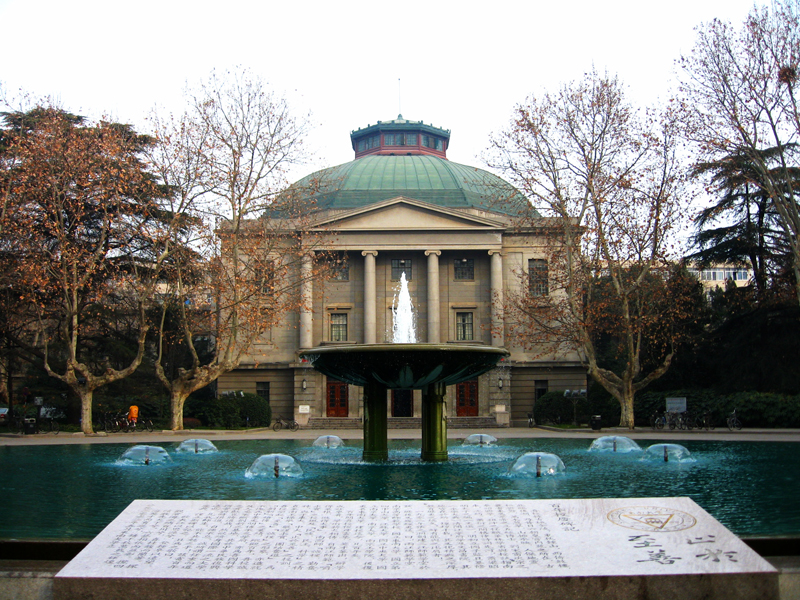
Đại lễ đường của Đại học Đông Nam tại Nam Kinh

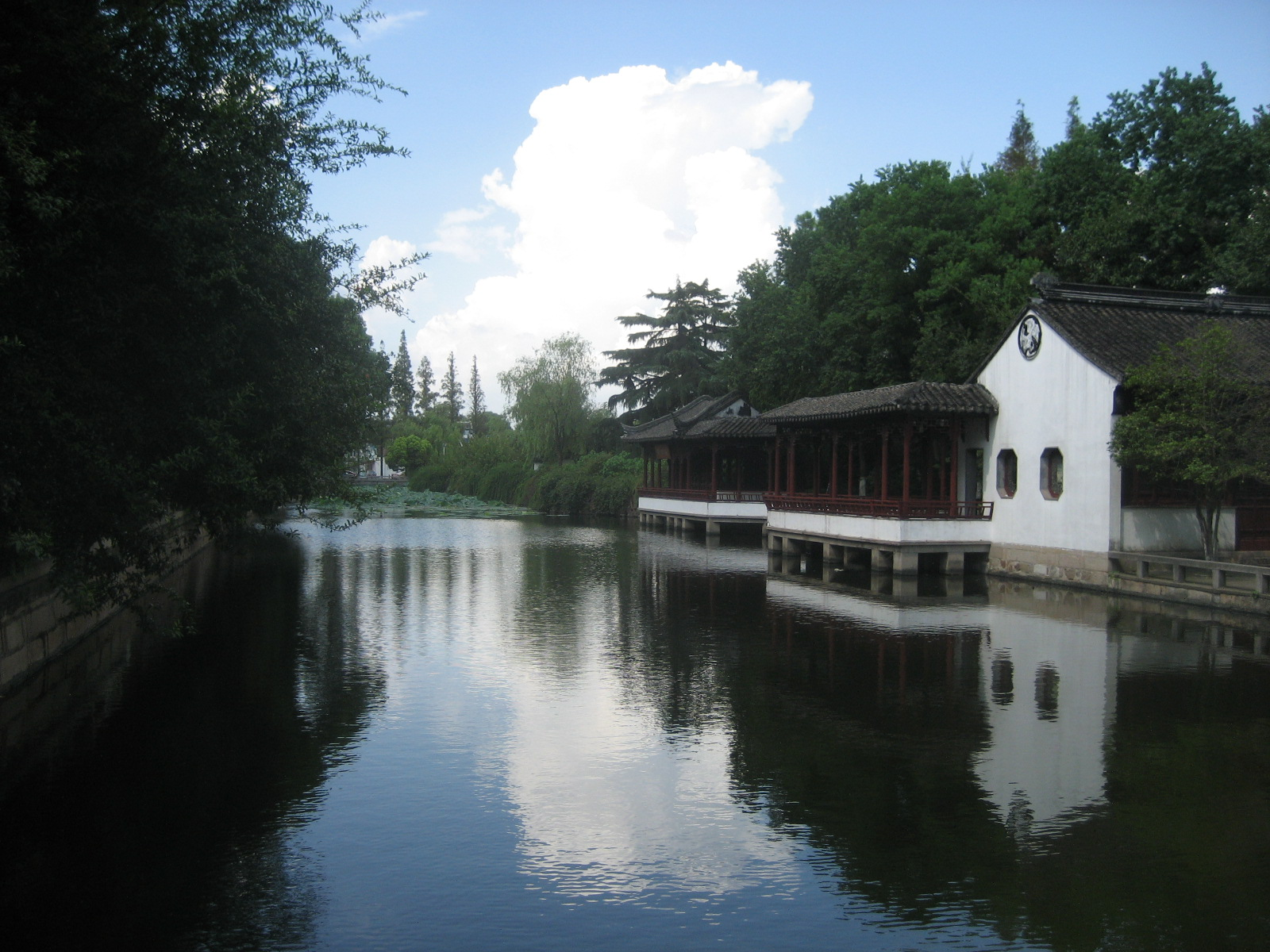
Khu lâm viên từ thời Thanh của Đại học Tô Châu

| - Đại học Nam Kinh (南京大学) - Đại học Đông Nam (东南大学) - Đại học Hà Hải (河海大学) - Đại học Hàng không và Du hành vũ trụ Nam Kinh (南京航空航天大学) - Đại học Nông nghiệp Nam Kinh (南京农业大学) - Đại học Khoa học-Công nghệ Nam Kinh (南京理工大学) - Đại học Dược Trung Quốc (中国药科大学) - Đại học Sư phạm Nam Kinh (南京师范大学) - Đại học Lâm nghiệp Nam Kinh (南京林业大学) - Đại học Công nghiệp Nam Kinh (南京工业大学) - Đại học Tài chính-Kinh tế Nam Kinh (南京财经大学) - Đại học Công nghệ Thông tin Nam Kinh (南京信息工程大学) - Đại học Bưu điện Nam Kinh (南京邮电大学) - Đại học Y Nam Kinh (南京医科大学) - Đại học Trung Y-Dược Nam Kinh (南京中医药大学) - Học viện Giáo dục Giang Tô (江苏教育学院) - Học viện Thể dục Nam Kinh (南京体育学院) - Học viện Công nghệ Nam Kinh (南京工程学院) - Học viện Kiểm toán Nam Kinh (南京审计学院) - Học viện Nghệ thuật Nam Kinh (南京艺术学院) - Học viện Hiểu Trang Nam Kinh (南京晓庄学院) - Học viện Khoa học-Kĩ thuật Kim Lăng (金陵科技学院) - Học viện Cảnh sát Giang Tô (江苏警官学院) | - Học viện Cánh sát Rừng Nam Kinh (南京森林警察学院) - Đại học Giang Nam (江南大学) - Đại học Khoáng nghiệp Trung Quốc (中国矿业大学) - Đại học Sư phạm Giang Tô (江苏师范大学) - Học viện Y Từ Châu (徐州医学院) - Học viện Công nghệ Từ Châu (徐州工程学院) - Đại học Giang Tô (江苏大学) - Đại học Khoa học-Kỹ thuật Giang Tô (江苏科技大学) - Đại học Dương Châu (扬州大学) - Đại học Nam Thông (南通大学) - Đại học Tô Châu (苏州大学) - Học viện Khoa học-Kỹ thuật Tô Châu (苏州科技学院) - Học viện Khoa học-Công nghệ Thường Thục (常熟理工学院) - Học viện Sư phạm Diêm Thành (盐城师范学院) - Học viện Công nghệ Diêm Thành (盐城工学院) - Học viện Sư phạm Hoài Âm (淮阴师范学院) - Học viện Công nghệ Hoài Âm (淮阴工学院) - Học viện Công nghệ Hoài Hải (淮海工学院) - Đại học Thường Châu (常州大学) - Học viện Công nghệ Thường Châu (常州工学院) - Học viện Khoa học-Công nghệ Giang Tô (江苏理工学院) - Học viện Túc Thiên (宿迁学院) |

## Địa phương kết nghĩa
| - Úc, Victoria 18/11/1979 - Nhật Bản, Aichi 28/7/1980 - CHDCND Triều Tiên, Kangwon 8/11/1984 - Canada, Ontario 21/11/1985 - Hoa Kỳ, Tiểu bang New York 21/4/1989 - Anh Quốc, Essex 16/7/1992 - Đức, Nordrhein-Westfalen 1/8/1992 - Ý, Toscana 18/9/1992 - Nhật Bản, Fukuoka 4/11/1992 - Pakistan, Punjab 28/12/1993 - Đức, Baden-Württemberg 23/4/1994 - Hà Lan, Noord-Brabant 9/9/1994 | - Hàn Quốc, Jeolla Bắc 27/10/1994 - Brasil, Minas Gerais 27/3/1996 - Ý, Veneto 22/6/1998 - Thụy Điển, Östergötland 22/3/1999 - Nga, tỉnh Moskva 20/8/1999 - Bỉ, Namur 7/5/2000 - Nam Phi, Free State 7/6/2000 - Ba Lan, Małopolskie 16/11/2000 - Phần Lan, Nam Phần Lan 11/5/2001 - Colombia, Atlántico 4/6/2001 - Malaysia, Malacca 18/9/2002 |